# Premier concile de Nicée
Pour les articles homonymes, voir Concile de Nicée.
Le premier concile de Nicée est une assemblée d'évêques chrétiens convoquée par l'empereur romain Constantin Ier, qui se réunit à Nicée en Bithynie, aujourd'hui İznik en Turquie, du 20 mai ou du 19 juin à la première semaine de juillet 325. Considéré comme le premier concile « œcuménique » de l'histoire du christianisme, il rassemble environ 250 évêques, principalement issus des provinces orientales de l'Empire.
Réuni dans une période marquée par la fin de la Tétrarchie et la volonté de Constantin de stabiliser son autorité après les guerres civiles, ce concile vise à résoudre plusieurs conflits qui divisent alors les communautés chrétiennes : les dissidences religieuses comme le donatisme en Afrique ou le schisme mélitien en Égypte, les dissensions liturgiques au sujet de la date de célébration de Pâques, mais surtout les débats christologiques qui opposent à Alexandrie le prêtre Arius à son évêque Alexandre sur la pleine divinité du Fils.
À son terme, le concile adopte un symbole de foi affirmant que le Fils est « consubstantiel » — en grec homoousios — au Père, condamnant ainsi les thèses dites « ariennes » dans une formulation, controversée et absente des textes bibliques, qui cristallise durablement les débats théologiques. Le concile promulgue également vingt canons disciplinaires relatifs à l'organisation ecclésiastique, à la discipline cléricale, à la hiérarchie des sièges épiscopaux et aux règles liturgiques. Il statue par ailleurs sur la fixation de la date de Pâques, qui doit désormais s'affranchir du calendrier juif.
Bien que ses décisions rencontrent des résistances et que les controverses se poursuivent durant des décennies après 325, le concile de Nicée n'en demeure pas moins une étape fondatrice dans l'histoire du christianisme, tant sur le plan doctrinal — en posant les bases de la christologie trinitaire —, que dans la définition des rapports entre l'Église et l'Empire. 
Sa mémoire, progressivement sacralisée, constitue un pilier central de l'identité chrétienne. L'Église orthodoxe le célèbre le septième dimanche après Pâques, à travers le Dimanche des Saints Pères.

## Contexte

### Politique
Lorsqu'il débute au cours du printemps 325, le concile de Nicée s'inscrit dans un moment charnière de l'histoire de l'Empire romain, où la consolidation du pouvoir impérial passe par la gestion des divisions internes, y compris celles qui touchent au christianisme. Constantin, qui vient de sortir victorieux des guerres civiles ayant marqué le début du IVe siècle, cherche à stabiliser son autorité sur l'ensemble de l'Empire.

#### De la Tétrarchie aux guerres civiles
Tout au long du IIIe siècle, l'Empire romain est en proie à des crises et luttes de pouvoir qui se règlent temporairement dans la dernière décennie du siècle avec la mise en place par Dioclétien de la Tétrarchie qui voit un collège de quatre empereurs régner simultanément : Dioclétien choisit Maximien comme collègue en 286 et les deux empereurs seniors (ou Augustes) élèvent Constance et Galère en tant qu'empereurs juniors (ou Césars) en 296. 

Les campagnes de Constantin contre Maxence et Licinius.

Mais après la retraite des empereurs Dioclétien et Maximien en 305, l'expérience ne tarde pas à se désintégrer dans une nouvelle série d'usurpations et de guerres civiles. Constance et Galère deviennent Augustes, et Sévère et Maximin II Daïa les nouveaux Césars. Après la mort de Constance en 306, les légions de Bretagne élisent son fils Constantin pour le remplacer, tandis qu'à Rome, la garde prétorienne acclame le fils de Maximien, Maxence, comme empereur. Les luttes et retournements d'alliance qui s'ensuivent poussent Maxence et Dioclétien à sortir de leur retraite, occasionnent la disparition de Sévère puis la promotion de Licinius en tant qu'autre Auguste, si bien qu'en 308, comme le relève leur contemporain Lactance, il y a « six empereurs à la fois ».
Après la mort de Galère en 311, Constantin défait Maxence fin 312 tandis que Licinius vainc Maximin en 313. Après la disparition de leurs rivaux, les deux empereurs victorieux se partageant le pouvoir impérial et s'allient temporairement : ils se rencontrent à Milan en février 313 pour y conclure une paix qui est renforcée par le mariage de Licinius avec Constantia, la demi-sœur de Constantin.
C'est également dans ce cadre que les co-empereurs promulguent un rescrit favorable aux chrétiens, connu sous le nom d' « Édit de Milan », qui constitue une forme d'actualisation de l'édit promulgué par Galère peu avant sa mort et marque une nouvelle étape vers l'intégration du christianisme au sein de l'Empire, bien que les chrétiens restent encore vulnérables du fait des politiques impériales changeantes.

#### Constantin seul empereur
Les rapports se dégradent entre les deux empereurs restants qui se livrent vers 316 une première guerre civile, au terme de laquelle Licinius doit céder presque toutes ses possessions européennes à son collègue. La paix précaire qui s'ensuit est mise à mal par diverses vexations réciproques, si bien qu'une nouvelle guerre s'engage fin 322 — justifiée, pour les auteurs chrétiens, par la persécution que Licinius aurait dirigée contre leurs coreligionnaires mais, pour les auteurs païens, plutôt motivée par l'ambition de Constantin — qui se conclut par la défaite définitive de Licinius à la bataille de Chrysopolis le 18 septembre 324.
Avec cette victoire, Constantin devient le maître incontesté de l'Empire, inaugurant une nouvelle ère dans laquelle le christianisme — auquel il s'est personnellement converti en 312 à l'occasion de la bataille du Pont Milvius — joue un rôle de plus en plus central dans la politique impériale. Toutefois, si Constantin voit dans le christianisme un outil d'unification, celui-ci n'en est pas moins confronté à de sérieuses dissensions internes qui menacent par conséquent la paix civile et l'unité politique auxquelles aspire le monarque.

### Religieux

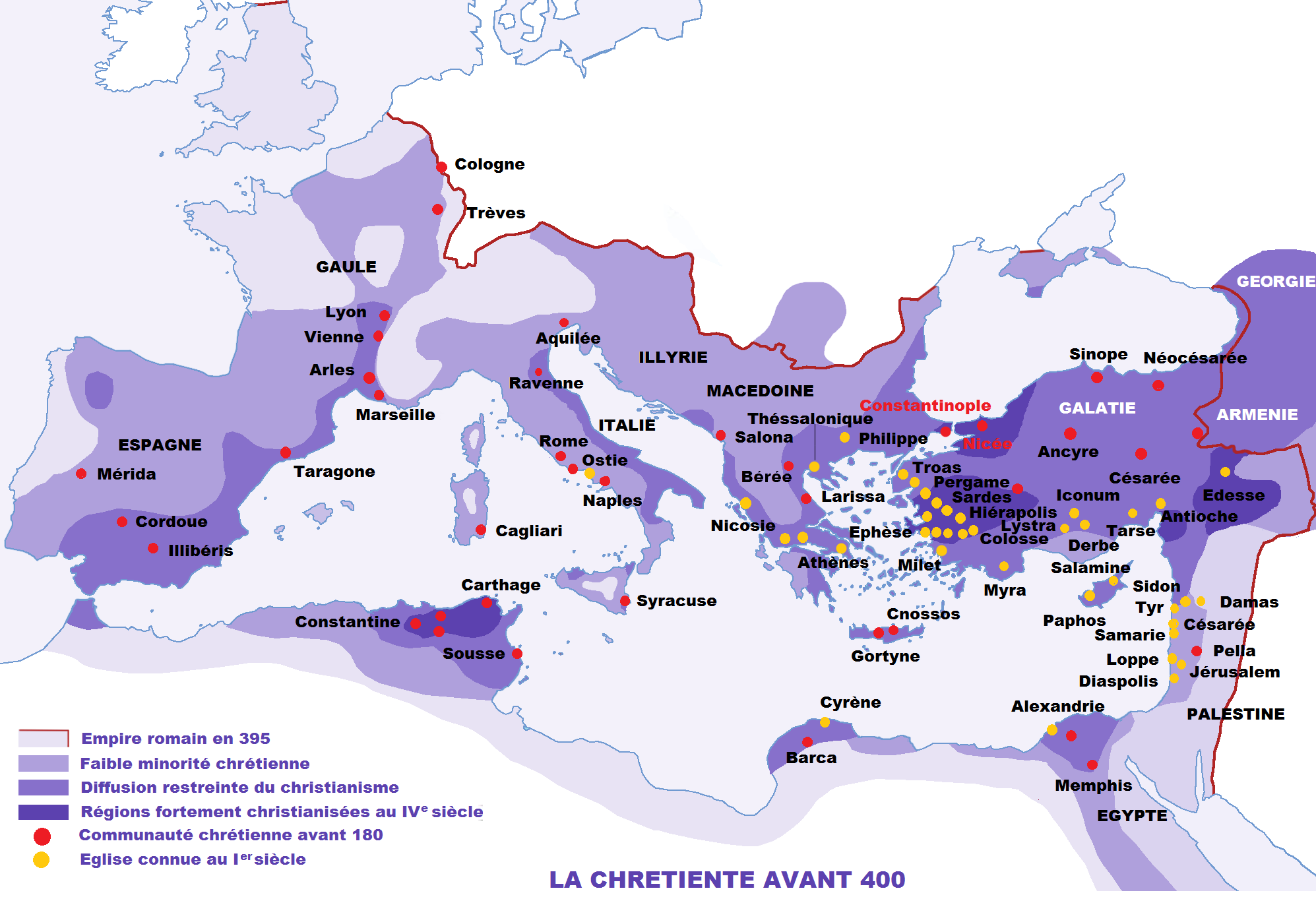
La chrétienté au IVe siècle.

#### Reconnaissance impériale et diversité ecclésiale
La reconnaissance du christianisme et de son clergé par les autorités politiques ne traduit pas pour autant son unité : s'il apparaît plus organisé que n'importe quelle religion antique avant lui, le christianisme du début du IVe siècle s'apparente à un réseau informel et hétérogène d'Églises locales, reliées entre elles par les réunions régulières de leurs évêques, mais présentant encore des différences notables dans leurs identités, leurs pratiques religieuses ou encore dans les subtilités de leurs croyances.
Ces communautés chrétiennes sont traversées par différentes dissensions doctrinales et disciplinaires occasionnant débats christologiques, querelles liturgiques, dissidences schismatiques... Ces différends les confrontent puis les divisent profondément, en particulier en Orient et en province d'Afrique où ils génèrent des troubles parfois graves. L'empereur converti à cette religion encore minoritaire se voit contraint, sans être théologien, d'intervenir dans les affaires ecclésiastiques, moins sur l'aspect doctrinal des problèmes que sur les désordres qu'ils provoquent, dans une attitude qui atteste de sa volonté de stabiliser l'Empire en encadrant l'Église. Néanmoins, les dynamiques internes du christianisme rendront en définitive cet objectif impossible à atteindre.

#### Principales controverses pré-conciliaires

##### La date de Pâques

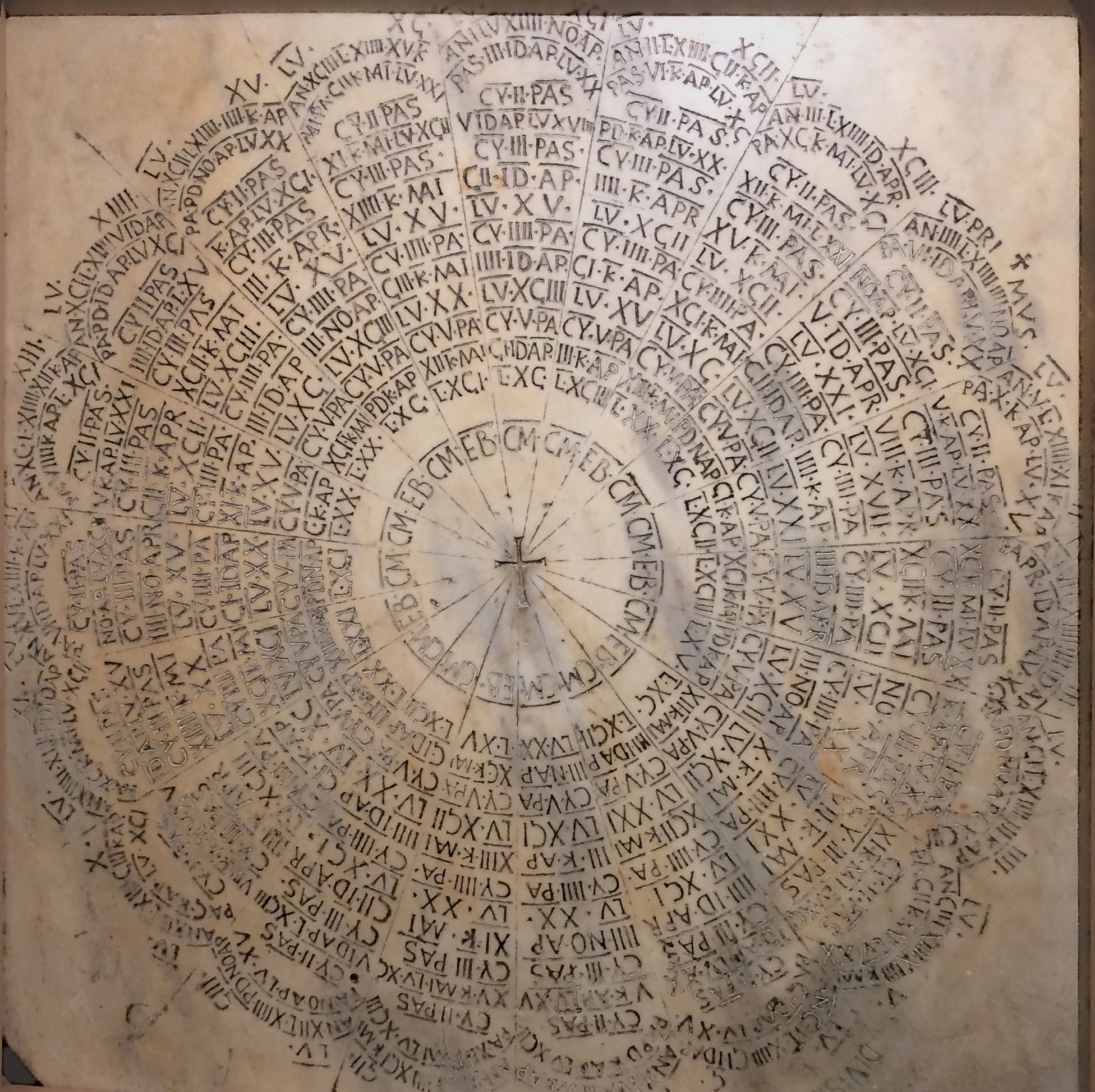
Calendrier pascal du VIe siècle, Musée archiépiscopal de Ravenne.

Des divisions d'ordre liturgiques divisent également les communautés chrétiennes, particulièrement concernant la fête de Pâques, la plus importante pour les communautés chrétiennes, qui est célébrée par diverses Églises d'Orient à des dates différentes. Certaines communautés ont conservé la célébration de Pâques à la date de la Paque juive, le 14 nisan, correspondant au jour de la pleine lune du premier mois lunaire tandis que d'autres, à partir du IIe siècle, dans le but de se distinguer des juifs, choisissent le dimanche suivant cette fête.
De plus, lorsque les Juifs commencent à ne plus tenir compte de l'équinoxe de printemps pour fixer la fête, certaines communautés chrétiennes continuent de s'aligner sur leur pratique, tandis que d'autres calculent elles-mêmes la date en fonction de la pleine lune. En outre, même parmi les Églises qui célèbrent Pâques le dimanche, il y a des différences de calendrier, certaines Églises comme celles de Rome et d'Alexandrie ne s'accordant pas sur la même date.
Cette situation suscite d'intenses polémiques entre les Églises chrétiennes, au point qu'elles font l'objet chaque année de railleries chez des païens si bien que Constantin — qui entend fonder l'idée de la paix religieuse sur l'unité du culte plutôt que sur l'identité des croyances théologiques — la considère comme un « mal très pénible » et demande aux évêques réunis à Arles en 314 d'arbitrer. Les participants y décident que la fête soit célébrée à la même date « dans le monde entier » mais cette décision reste sans lendemain en Orient.

##### Le donatisme en Afrique

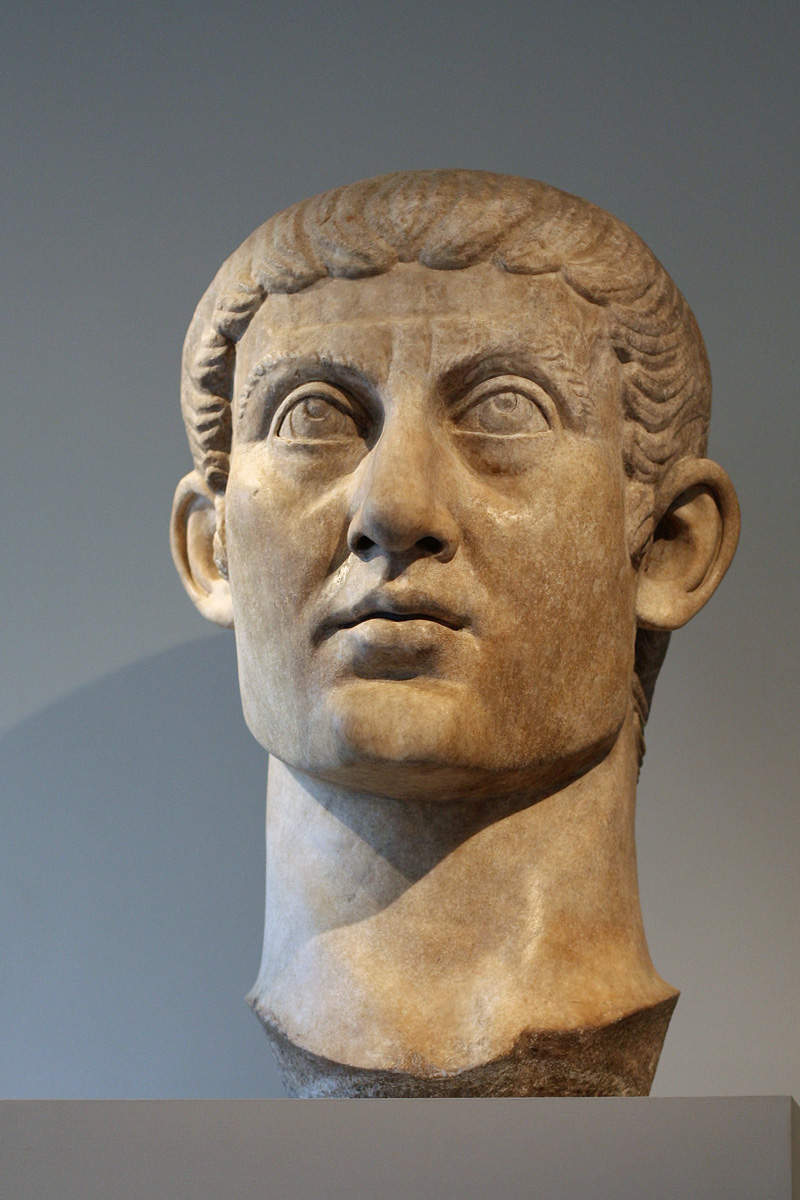
Buste de Constantin Ier, c.325-370, Metropolitan Museum.

Dès la première décennie du IVe siècle, une importante controverse déchire l'Église de la province d'Afrique où se fait jour une dissidence traditionnellement appelé « donatisme », du nom de son plus fervent défenseur, Donat de Casae Nigrae, qui s'oppose au parti « catholique » mené par l'évêque Cécilien de Carthage. Ces dissidents rigoristes soutiennent notamment que les sacrements administrés par des membres du clergé apostats ayant failli sous la récente persécution de Dioclétien — les lapsi (ceux qui sont « tombés ») et les traditores (« ceux qui ont livré » [les Écritures]) — sont invalides et doivent être répétés.
Le conflit qui sépare littéralement le christianisme local en deux Églises concurrentes prend des proportions considérables, occasionnant même des violences voire des massacres entre les factions, qui amènent Constantin à prendre position contre les donatistes et tenter de résoudre le conflit par l'arbitrage, puis la persécution puis la tolérance.
Bien qu'elles se soient avérées infructueuses, les interventions de Constantin dans ces affaires religieuses constituent un important précédent et une ingérence inédite du temporel dans les affaires épiscopales : la décision de réunir un concile sous sa propre autorité à Arles en 314, convoquant des évêques de toutes les provinces occidentales de l'Empire dont il assure transport aux frais de l'État, montre dès lors que l'empereur n'a pas l'intention de jouer un rôle passif dans la gouvernance des affaires chrétiennes.
Cet épisode semble témoigner qu'il envisage dès lors que son rôle est d'établir une paix et une unité de l'Église qui puisse servir de modèle à la paix civile nécessaire à l'Empire unifié. Néanmoins, face à l'opiniâtre résistance des protagonistes, Constantin semble perdre tout intérêt à imposer l'unité de l'Église en province d'Afrique après 321 et laisse les deux camps se débrouiller, arguant que seul Dieu châtiera les dissidents.

##### Le schisme mélitien en Égypte
En province d'Égypte, apparu au plus fort de la persécution de Dioclétien, un conflit d'autorité connu sous le nom de « schisme mélitien » divise l'importante Église d'Alexandrie, opposant l'évêque d'Alexandrie Pierre aux évêques de Moyenne-Égypte et de Haute-Égypte, avec à leur tête Mélitios de Lycopolis. Ce dernier constitue une véritable Église parallèle dont il revendique l'indépendance vis-à-vis du siège patriarcal d'Alexandrie, une « Église des purs » (catharoi), intransigeante pour les « pécheurs », en particulier pour les lapsi, ceux qui ont apostasié lors des persécutions, bien qu'il semble que ses motivations relèvent davantage de l'ambition personnelle et d'enjeux de pouvoir.
À l'époque de la convocation du concile, les mélitiens occupent près de la moitié des Églises égyptiennes. Cette division de la communauté égyptienne semble alors inquiéter Constantin bien davantage qu'un problème théologique qui divise l'Église d'Alexandrie, de « menues questions sur lesquelles [les protagonistes] discute[nt] subtilement » que l'empereur considère comme d'inutiles et insignifiantes disputes : il s'agit pourtant des prémices de ce que l'historiographie retient sous le nom de « controverse » ou « crise arienne » qui va agiter l'Église chrétienne, particulièrement en Orient, jusqu'à la fin IVe siècle.

#### Débats christologiques

##### Constructions théologiques
- ousia (οὐσία) : substance, essence
- homoousios (ὁμο-ούσιος) : de substance identique
- homoiousios (ὁμοι-ούσιος) : de substance semblable
- hypostase, (ὑπόστασις) : personne, réalité distincte
- Logos (Λόγος) : Verbe, Parole

Ce qui est aujourd'hui considéré comme l'orthodoxie chrétienne était encore en pleine formation au IVe siècle : le christianisme, tout comme le judaïsme dont il est issu, est un monothéisme qui postule l'unicité de Dieu. Mais, à la différence du judaïsme, il affirme en outre que le Christ est le Fils de Dieu et possède à la fois une dimension divine et humaine.
Ceci pose la question sur la manière dont le divin est révélé et compris ainsi que, plus spécifiquement, celle du rapport entre le Dieu Père et son Fils dans la construction théologique de la Trinité, ce que différentes approches vont tenter de résoudre dès les IIe et IIIe siècles : afin de préserver la primauté du Père, l'adoptianisme voit en Jésus un homme que Dieu a « adopté » tandis que le modalisme identifie le Père et le Fils comme deux manifestations — deux « modes » — d'un même être, au risque de nier leur distinction réelle.
Face à ces difficultés, certains théologiens comme Origène développent la théologie du Logos (« verbe » ou « raison ») qui propose une solution plus nuancée mais qui, introduisant une distinction d'« hypostases » et une hiérarchie entre elles, tend à subordonner le Fils au Père, ce pour quoi l'on parle de « subordinatianisme ».

##### «Arianisme»

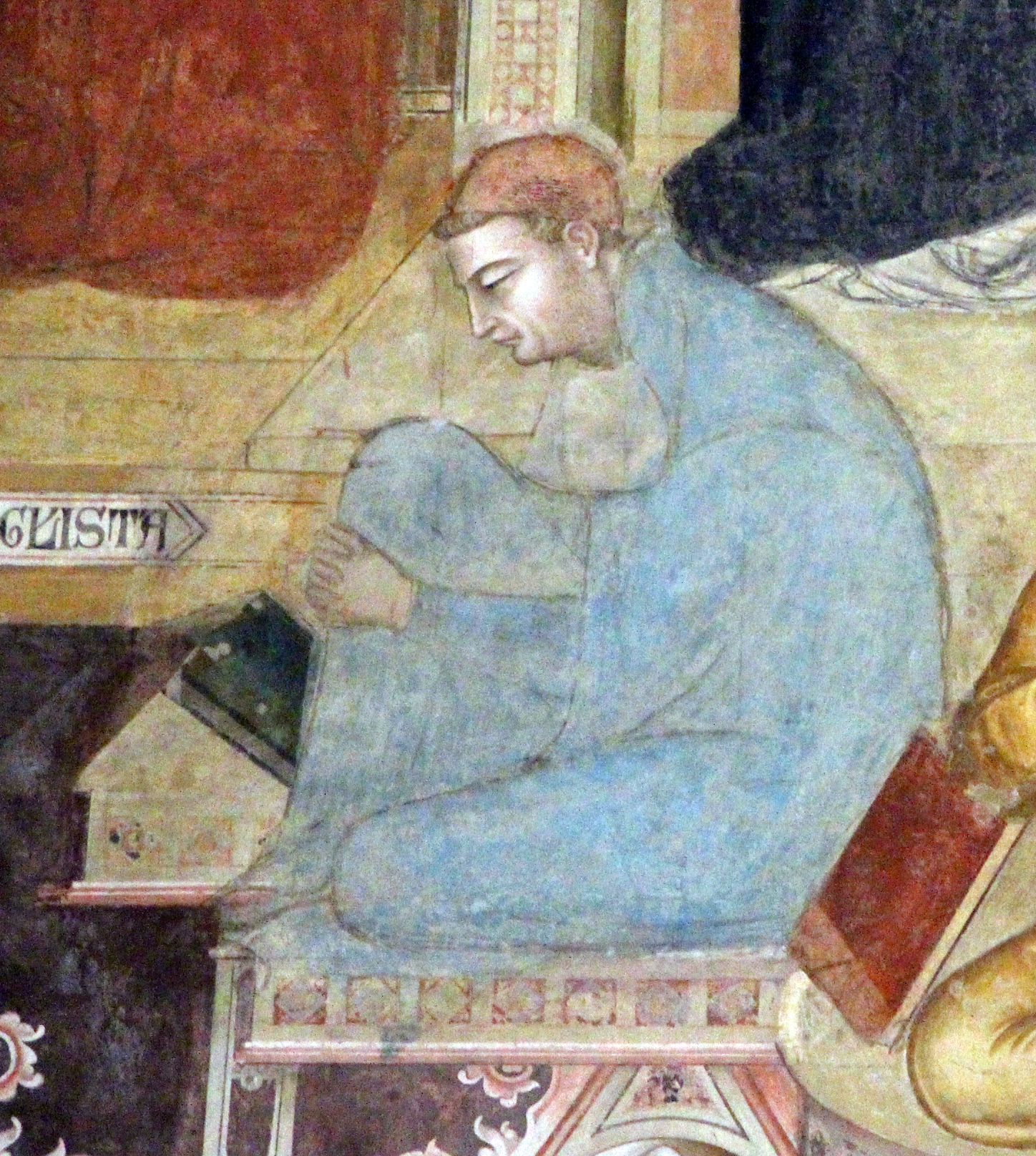
Portrait d'Arius par Andrea di Bonaiuto, Chapelle des Espagnols, Florence, 1366.

Au début du IVe siècle, il n'existe pas de réponse orthodoxe dûment validée aux questions débattues et vers 315, à Alexandrie, un conflit concernant la nature du Fils oppose un presbytre influent de la ville, Arius, à l'évêque local Alexandre. Combinant les affirmations traditionnelles et un souci de démonstration logique, Arius développe un enseignement d'un strict monothéisme qui radicalise la subordination du Fils au Père : dans une lettre datée de 321 qui constitue la plus ancienne attestation d'une confession de foi déclarative connue, Arius ne reconnaît qu'« un seul Dieu, seul inengendré, seul éternel, seul sans commencement, seul véritable, seul possédant l'immortalité », ce qui revient pour Alexandre et ses partisans à contester le caractère pleinement divin du Fils.
Pour ces derniers, cette affirmation d'Arius a pour conséquence que le Fils, lui, n'est pas éternel : de ce fait, il n'est pas le Dieu (ho theos) véritable, égal au Père, mais simplement un dieu (theos), de nature semblable au Père, mais dans une position secondaire qui le ramène au rang de créature, bien qu'Arius distingue explicitement le Fils des autres créatures. Les adversaires d'Arius insistent sur l'éternelle génération du Fils et sa consubstantialité avec le Père, avec lequel il partage une nature identique et la coéternité. Ainsi, chacun des camps, s'appuyant sur les Écritures, est convaincu d'être face à une négation de la « foi droite » par son contradicteur.
Il faut toutefois noter que la doctrine d'Arius n'est connue que de manière lacunaire, seulement par les interprétations hostiles qu'en ont faites ses adversaires, et que la question de la nature des débats qui en découlent est reconsidérée de manière importante par la recherche depuis les premières années du XXIe siècle. En tout cas, de cette situation émergent au cours du IVe siècle un large éventail de théologies concurrentes sans qu'on puisse les classer avec certitude dans le camp « orthodoxe » ou l'autre, « arien ». D'ailleurs, et contrairement à ce que suggère son appellation, l'« arianisme » tel qu'il est couramment défini ne découle pas d'Arius lui-même, mais plutôt des interprétations qu'en a faites Athanase — secrétaire puis successeur d'Alexandre —, au point qu'on a pu parler d'un « arianisme athanasien » : plusieurs des positions condamnées par ce dernier s'avèrent souvent tirées d'enseignements que n'auraient accepté ni Arius ni d'autres « ariens » présumés, au nombre desquels Astérios le Sophiste, Eusèbe de Nicomédie, Aèce d'Antioche ou encore Eunome de Cyzique.
Quoi qu'il en soit, les doctrines d'Arius suscitent l'adhésion de nombreux partisans, et ce qui a commencé comme un conflit local devient rapidement une affaire majeure qui se propage bientôt à toute l'Égypte, à la Syrie et à Constantinople, divisant les évêques orientaux au point de nécessiter l'intervention de l'autorité impériale : mis au fait de ces dissensions, l'empereur adresse une lettre à Alexandre et Arius dans le but de réconcilier les partis antagonistes, sans succès.

## Les sources

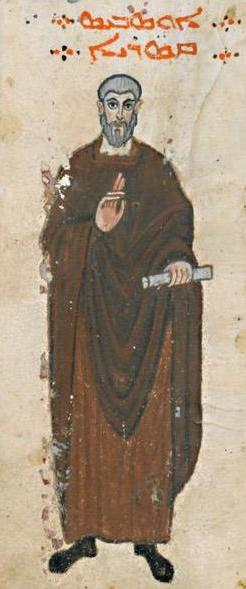
Portrait d'Eusèbe de Césarée tiré des Évangile Rabbula, VIe siècle, Biblioteca Medicea Laurenziana de Florence.

Aucun document relatant les débats du concile ne nous est parvenu, s'il en a jamais existé. Les tentatives de reconstitution s'opèrent à partir des décisions prises par le concile, approche qui ne permet pas de saisir pleinement la diversité des opinions qui ont dû s’y exprimer. Cela étant, de manière générale, on peut distinguer trois types de sources antiques qui se rapportent au concile de Nicée : les sources narratives des historiographes, les témoignages des protagonistes et les documents contemporains de l'évènement.
Concernant les sources narratives, les Histoires ecclésiastiques de Rufin d'Aquilée, de Socrate de Constantinople, de Sozomène et de Théodoret de Cyr donnent de précieuses indications, tandis que celles de celles de Gélase de Cyzique et de Philostorge semblent plus sujettes à caution, quoique ce dernier, opposé aux résultats du concile et proche d'Eunome d'Antioche, offre un point de vue original. Leurs histoires s'appuient sur des témoignages oraux et des sources écrites dont la plupart ont été perdues. Il rapportent également plusieurs lettres de Constantin et d'Eustathe d'Antioche conservées dans certaines Histoires Ecclésiastiques postérieures.
Les témoignages, c'est-à-dire les récits des controverses rédigés par des acteurs ayant participé aux événements, sont dus d'une part à Eusèbe de Césarée et à sa Vita Constantini, et, d'autre part, à Athanase d'Alexandrie dont on a conservé certains écrits, deux témoins privilégiés dont toutefois l'engagement dans ces conflits les a conduits à écrire de manière partiale, offrant une interprétation biaisée des évènements, mêlée à des données historiques. 
Le troisième type de documents est constitué de lettres, de professions de foi, de canons, de déclarations théologiques, de lettres de Constantin et de rapports impériaux qui sont transmis essentiellement par Eusèbe, Athanase, Hilaire de Poitiers, Épiphane de Salamine et différents historiens chrétiens anciens. La plupart de ces documents sont des textes polémiques transmis dans des écrits eux-mêmes polémiques ; leur traitement, là encore, nécessite souvent de les dégager de leur cadre idéologique et de les replacer dans leur contexte culturel et théologique.

## Convocation

### Antioche
Les circonstances précises de la convocation du concile de Nicée ne sont pas connues mais il semble que le synode épiscopal réuni à Antioche vers la fin 324 ou le début 325 pour régler la succession disputée de l'évêque Philogone, joue un rôle déterminant en posant les bases des débats théologiques discutées à Nicée : présidée par Ossius de Cordoue, envoyé de l'empereur, cette réunion réduite de prélats orientaux soutient l'évêque d'Alexandrie Alexandre dans sa condamnation d'Arius, émet un credo opposé aux enseignements de ce dernier et confirme la nomination de l'antiarien Eustathe à la tête du patriarcat de la cité qui est alors un important centre théologique pour la chrétienté.
Trois évêques, dont Eusèbe de Césarée — déjà l'un des plus éminents évêques orientaux —, qui contestent ce texte sont accusés de sympathies ariennes, condamnés et invités à se repentir à l'occasion d'un « grand synode sacerdotal d'Ancyre » à venir qui, dans une forme de juridiction d'appel, doit examiner leur orthodoxie, sans que l'on sache précisément qui a pris l'initiative de convoquer cette réunion. Ainsi, cette affaire est peut-être le motif primordial de la convocation du concile de Nicée, et la réunion d'Antioche préfigure le rôle central des réunions conciliaires pour le règlement des questions doctrinales.

### Recherche d'unité
C'est en tout cas sur fond de querelles africaines et égyptiennes, de vifs débats alexandrins sur la nature du Christ et de différends généralisés sur le calendrier liturgique que Constantin, établi en Orient au palais impérial de Nicomédie, la capitale provinciale d'où il exerce ses pleins pouvoirs d'empereur unique, se convainc que son rôle consiste à rétablir la paix de l'Église : 

« Je savais que, si j'arrivais à rétablir l'entente entre les serviteurs de Dieu, les affaires publiques, grâce aux dispositions pieuses de tous, connaîtraient un changement favorable. »

— Lettre de Constantin à Arius et Alexandre, Eusèbe de Césarée, Vita Constantini, II, 65
Constantin entend ainsi qu'un concile arbitre les différentes questions controversées, dont en particulier le problème concernant la meilleure façon de décrire la relation entre Dieu le Père et son fils Jésus-Christ.
L'historiographie sur la convocation du concile de Nicée et sa chronologie ne sont pas sans débats et s'articule notamment autour du rôle exact de Constantin. Certains chercheurs, insistent sur la dimension pragmatique de la convocation, soulignant que Constantin voit dans l'unité chrétienne un moyen de renforcer son autorité et d'assurer la cohésion impériale, tandis que d'autres mettent en avant une certaine continuité dans les interventions impériales depuis celle d'Aurélien, déjà sollicité par des évêques pour trancher un conflit dès 270. Suivant cette approche, l'expérience du conflit donatiste a pu façonner l'approche de Constantin dans son traitement de la crise arienne. Quoi qu'il en soit, l'historiographie fixe généralement la convocation du concile à Nicée au printemps 325.

### Choix du lieu

La mer de Marmara et les cités environnantes.

C'est donc la ville d'Ancyre qui, en tant que centre ecclésiastique et politique de Galatie, est initialement retenue pour accueillir le concile. Le choix semble d'autant plus logique qu'elle constitue le carrefour routier le plus important d'Asie Mineure centrale et qu'elle a déjà accueilli un synode en 314. Cependant Constantin lui préfère Nicée, officiellement pour des raisons pratiques – climat plus favorable, meilleure accessibilité pour les évêques occidentaux et proximité avec la cour impériale de Nicomédie – mais peut-être aussi pour éviter que le concile ne soit dominé par des adversaires radicaux d'Arius, dont fait partie l'évêque d'Ancyre Marcel.
La situation géographique de Nicée, accessible facilement depuis la mer de Marmara, constitue de fait un avantage non négligeable et un gain de temps considérable pour les évêques venus d'Orient ou d'Occident, même si le voyage s'allonge au contraire quelque peu pour la centaine d'évêques en provenance d'Asie mineure. En outre, la proximité de Nicée avec Nicomédie, permet également à l'empereur de superviser directement les travaux du concile sans s'éloigner de son centre de pouvoir. Cependant, les avantages de Nicomédie sont comparables voire supérieurs à ceux Nicée, ce qui laisse penser que des considérations politiques ont pu motiver Constantin dans son choix, notamment l'intention de préserver le concile d'une excessive influence du puissant évêque de Nicomédie Eusèbe sur les débats.

### Nicée

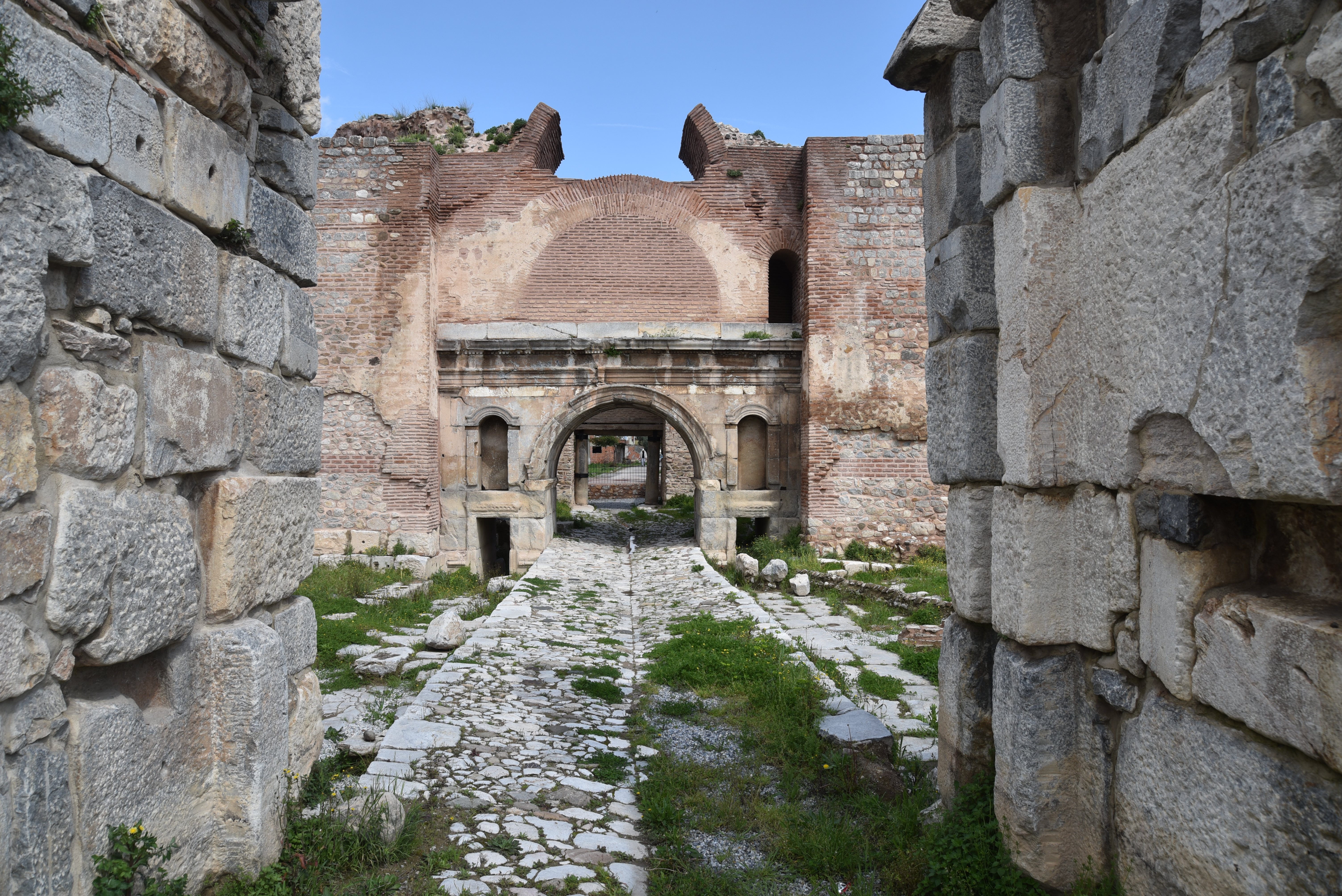
Vestige de la Porte nord « de Constantinople » à Nicée.

Nicée, située sur la rive orientale du lac Ascanion (aujourd'hui lac d'İznik), est alors une ville prospère, entourée de montagnes et reliée aux principales routes commerciales de l'Empire romain. Fondée vers 300 av. J.-C., elle possède un réseau urbain orthogonal bien structuré et est protégée par un impressionnant système de fortifications datant du IIIe siècle, conçu pour résister aux invasions barbares. Ces murs, renforcés par des tours et des douves, en font une ville stratégique, bien que secondaire par rapport à Nicomédie.
Le visiteur arrivant à Nicée par l'une de ses portes monumentales découvre une cité ornée de portiques, d'un théâtre, d'un gymnase et de temples dédiés à diverses divinités romaines et grecques. Pourtant, malgré cette infrastructure développée, il n'existe aucune preuve de la présence d'un bâtiment de culte chrétien, les premiers indices d'une communauté chrétienne s'y limitant à des martyrs du IIIe siècle et quelques tombes chrétiennes. 
Ainsi, au contraire de ce qui a souvent été proposé, le concile n'a pu se tenir dans une basilique chrétienne, un type d'édifices inexistant à l'époque. Mais la cité compte suffisamment d'édifices publics susceptibles d'accueillir un grand rassemblement, dont probablement un palais impérial ou une résidence officielle qui puisse servir de centre aux réunions conciliaires.

### Participants

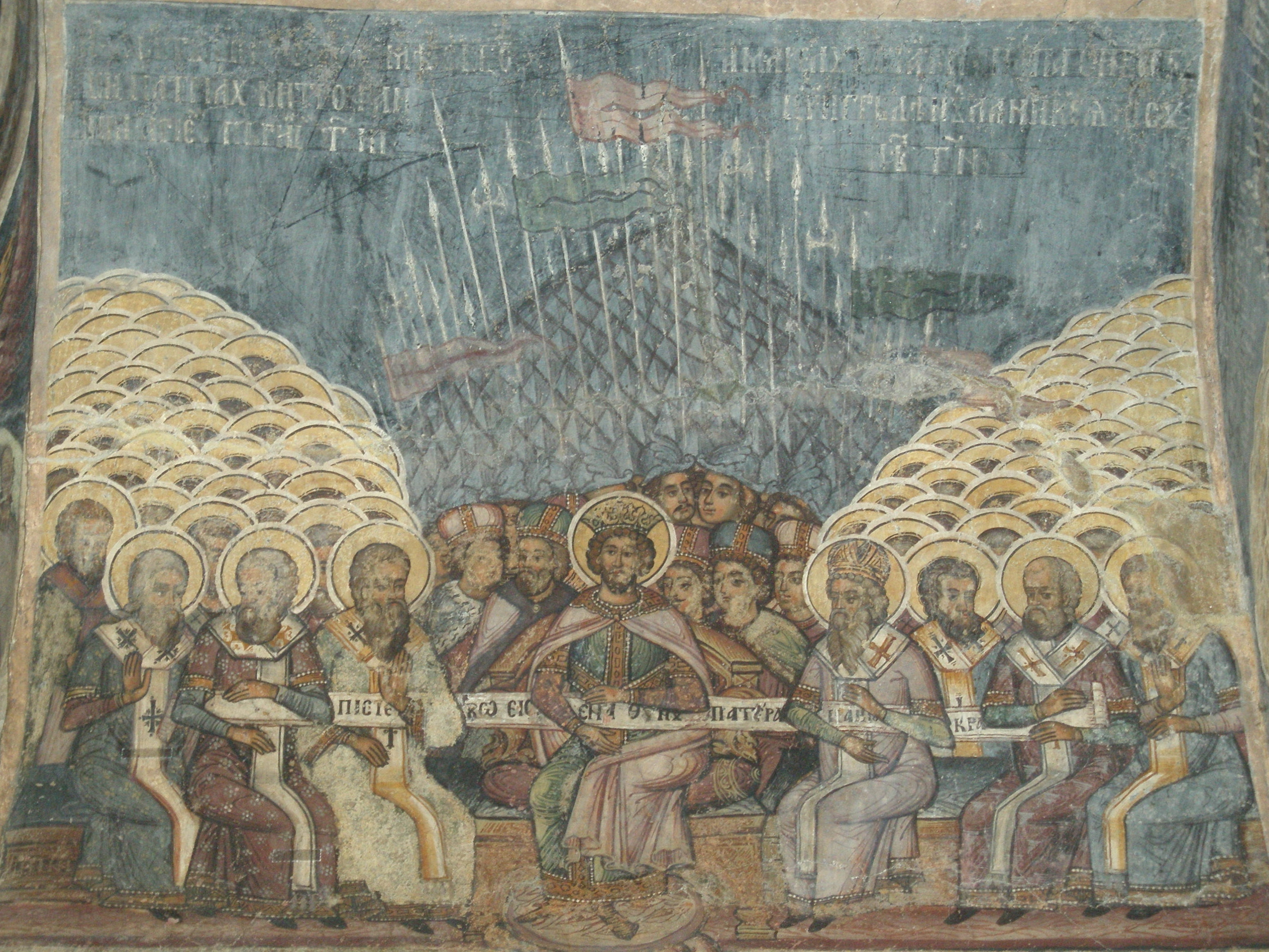
Fresque représentant les évêques assemblés à Nicée, église du monastère de l'Église du monastère Stavropoleos, XVIIIe siècle.

La tradition rapporte que 318 évêques assistent au concile, un chiffre symbolique lié aux 318 serviteurs d'Abraham. Les sources contemporaines donnent cependant des chiffres plus bas : Eusèbe de Césarée évoque plus de 250 évêques, Eustathe d'Antioche environ 270, et Constantin parle de plus de 300. Les listes de signataires du concile, conservées sous diverses formes et en plusieurs langues, varient considérablement, ce qui complique la reconstitution précise des participants.
L’historien allemand Ernst Honnigmann est le premier à dénombrer les participants, qu’il estime entre 200 et 250, et à avoir établi une liste de 199 noms authentiquement attestés dans la liste originale. Si l'on dénombre la présence d'importants évêques métropolitains, notamment Alexandre d'Alexandrie, Eustathe d'Antioche ou encore Eusèbe de Nicomédie qui jouent un rôle central dans les débats, de nombreux évêques restent anonymes et leur contribution au concile est difficile à évaluer.
Chaque évêque ayant le droit d'être accompagné d'un petit entourage composé de deux prêtres et trois diacres, le nombre total des participants a du se situer dans une fourchette comprise entre 1 200 et 1 900 personnes, voire peut-être atteint 2 000, des chiffres qui témoignent de l'ampleur sans précédent de la réunion de Nicée. La majorité des évêques présents proviennent des provinces orientales de langue grecque de l'Empire, où le christianisme est solidement implanté.
Une vingtaine d'évêques proviennent de la vallée du Nil, un groupe déterminé conduit par l'évêque d'Alexandrie. Un évêque vient de Perse et un autre de Scythie et le seul représentant de la province d'Afrique est l'évêque catholique de Carthage, Cécilien. L'Occident est peu représenté : seul un évêque vient d'Italie, un de Gaule et un d'Afrique du Nord tandis que Rome n'est représentée que par deux prêtres envoyés par l'évêque Sylvestre, qui n'a pas fait le déplacement. L'unique évêque provenant d'Espagne, Ossius de Cordoue, le proche conseiller de Constantin.
Le voyage et l'hébergement des participants posent des défis logistiques majeurs et, comme pour le concile d'Arles en 314, les coûts du déplacement, du logement et des repas sont pris en charge par le trésor impérial. Pour beaucoup d'entre eux, il s'agit d'un voyage de plusieurs semaines et les évêques sont autorisés à utiliser le cursus publicus, le service postal impérial, ou des animaux de bât fournis par l'État. Arrivés à Nicée, les prélats et leurs suites sont probablement logés dans des maisons privées réquisitionnées pour l'occasion, car la ville ne dispose pas d'un complexe assez vaste pour accueillir un si grand rassemblement. L'arrivée de centaines d'évêques à Nicée doit avoir été un spectacle impressionnant, témoignant de la nouvelle importance du christianisme et de son intégration croissante dans l'appareil impérial.

### Nature «œcuménique» de la réunion
Ainsi, bien que plus tard qualifié de premier concile « œcuménique » (c'est-à-dire « du monde entier » ou « universel »), Nicée est avant tout une affaire orientale. L'expression « concile œcuménique » ne semble en effet pas avoir été utilisé explicitement au concile de 325, qui se qualifie plutôt de « grande et sainte assemblée » ou plus simplement de « synode sacré ». Les premières occurrences connues de cette appellation appliquée au concile de Nicée datent de 338, dans une lettre d'un synode égyptien réhabilitant Athanase, et dans la Vita Constantini d'Eusèbe. Mais l'adjectif « œcuménique » n'a pas encore la portée théologique particulière qu'il ne revêt que dans la seconde moitié du IVe siècle à la faveur des controverses théologiques, notamment dans l'usage qu'en fait Athanase pour renforcer le prestige doctrinal de Nicée face aux conciles « ariens » concurrents.

## Déroulement

### Les dates
La date traditionnellement retenue pour la cérémonie d'ouverture du concile, suivant les indications de Socrate de Constantinople, est le 20 mai 325 mais elle est incertaine et débattue : certains chercheurs inclinent plutôt pour début juin, voire plus précisément le 19 juin, arguant d'une erreur de transcription de Socrate de Constantinople. Le concile se déroule en une seule session dont les travaux officiels s'achèvent dans les premières semaines de juillet 325.

### Le lieu

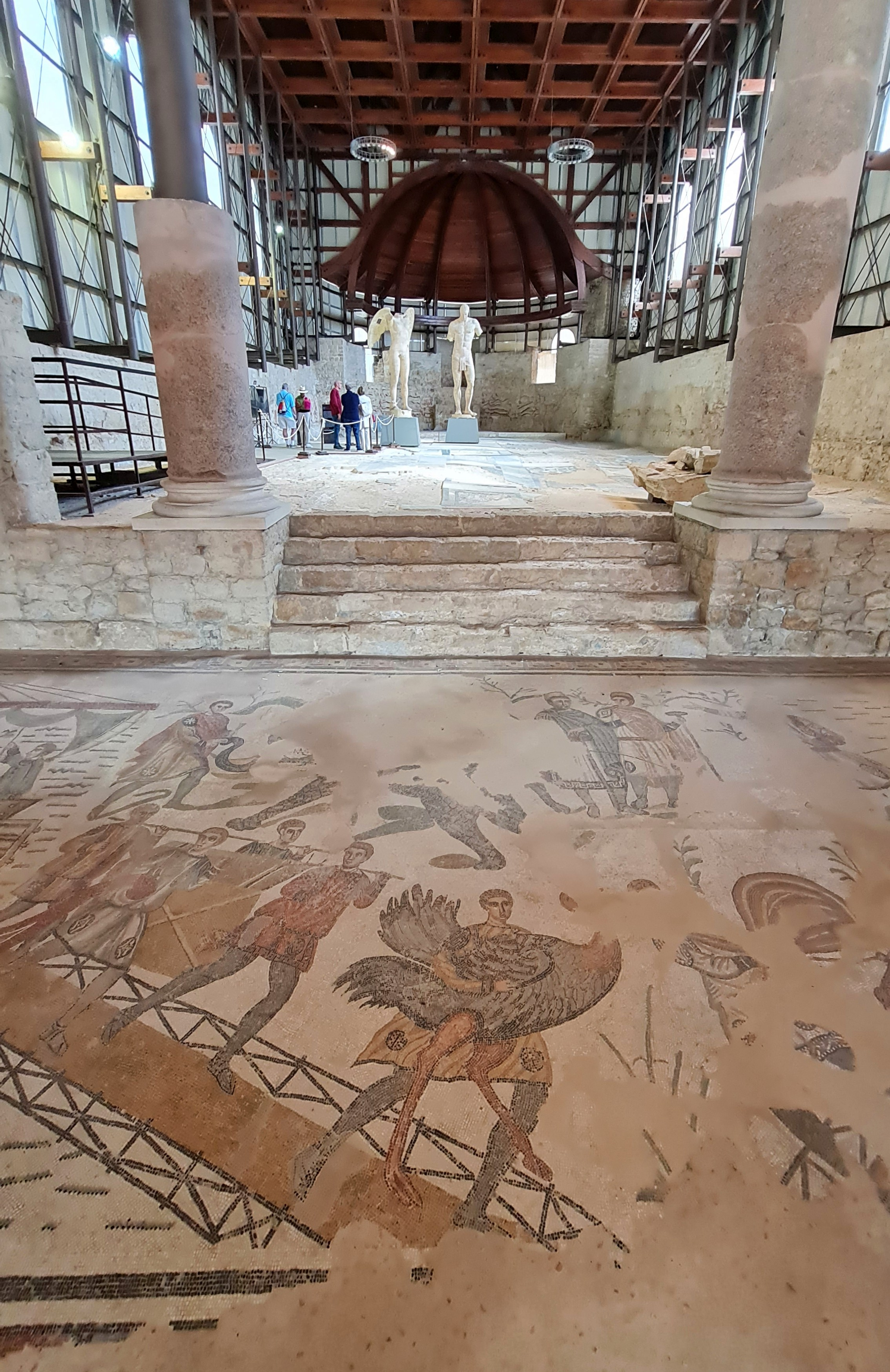
Hall basilical de la villa du Casale en Sicile.

Le concile se déroule dans un bâtiment désigné comme le « palais impérial » érigé à l'époque de la Tétrarchie, bien que l'existence d'un véritable palais à Nicée avant cet événement soit incertaine. Il pourrait donc s'agir d'une résidence impériale temporaire ou d'une grande demeure privée d'un notable local adaptée à cet usage. Eusèbe de Césarée précise que les délibérations ont lieu dans une salle « surpassant en taille toutes les autres pièces » située « dans les parties les plus intérieures du palais », ce qui laisse supposer une certaine monumentalité.
Certains chercheurs ont envisagé une salle circulaire ou octogonale, sur la base de témoignages postérieurs évoquant la transformation de l'espace plusieurs siècles plus tard en une église dédiée aux « Saints Pères de Nicée » mais aucune trace archéologique n'a permis de confirmer l'une ou l'autre hypothèse. D'autres ont supposé que la salle de réunion s'apparentait à une basilique à plan rectangulaire, où les évêques auraient été assis de part et d'autre d'une allée centrale, tandis que Constantin se tenait à l'extrémité, face à l'entrée. Il est dès lors possible que la pièce ait ressemblé à la salle basilicale de la villa romaine du Casale, quoiqu'elle ait dû être un peu plus grandes pour accueillir quelques centaines de participants.

### Ouverture solennelle
L'ouverture du concile est marquée par une cérémonie solennelle, rapportée par Eusèbe de Césarée. Les évêques se rassemblent dans la grande salle du palais impérial sur des gradins aménagés de chaque côté. Une fois chaque évêque installé à la place qui lui est assignée, Constantin fait son entrée revêtu d'une tenue d'apparat impériale, robe pourpre et manteau incrusté de pierres précieuses. Il s'avance avec humilité entre les deux rangées de prélats jusqu'à rejoindre non pas un trône surélevé mais une chaise de bois incrusté d'or disposée pour lui à hauteur des premiers sièges de chaque rangée, où il s'installe avec l'assentiment des évêques avant qu'ils ne s'assoient eux-mêmes.
Une fois tous installés, « l'évêque qui occupait la première place du rang de droite » — probablement Eusèbe de Césarée ou Eustathe d'Antioche — prononce un panégyrique suivi d'une action de grâces pour le Dieu protecteur de l'empereur, avant que ce dernier ne délivre lui-même un discours en latin exhortant les évêques à l'unité et à la concorde. Après la lecture d'une traduction de ses paroles grecque, langue de la grande majorité des clercs présents, Constantin laisse la parole aux « présidents » (πρόεδροί / proedroi) du concile. Par la suite, bien qu'acteur clé du concile, Constantin ne préside jamais directement les séances — une tâche probablement confiée à Ossius de Cordoue — mais assiste aux discussions, intervenant ponctuellement pour favoriser le consensus.

### Débats doctrinaux
Plusieurs hypothèses ont été avancées quant au déroulement des débats. Un schéma en deux temps a par exemple été proposé : d'abord, un examen doctrinal du contenu de la foi et des points de divergence et ensuite, l'élaboration d'un symbole commun. Cette reconstruction repose cependant sur le postulat de la préexistence d'une orthodoxie et d'une foi de la Tradition déjà constituées, ce que la nature même des débats tend à contredire. Mais d'autres sources, comme Socrate le Scolastique et Sozomène, évoquent une tout autre chronologie, faisant commencer les travaux conciliaires directement par la rédaction du Credo. On suppose généralement que la question de Pâques a pris place après la clôture des débats théologiques.
La reconstitution du contenu de ces débats reste un défi pour l'historiographie dans la mesure où aucun acte officiel du concile n'a été conservé, obligeant les chercheurs à reconstruire les échanges à partir de sources orientées, notamment celles d'Athanase d'Alexandrie, d'Eusèbe de Césarée et des historiens ecclésiastiques postérieurs. Quoi qu'il en soit, les débats théologiques semblent avoir constitué le cœur du concile, particulièrement la question centrale de la nature du Christ.

#### Homoousios
L'inclusion du terme homoousios (ὁμοούσιος, « de même substance ») dans la profession de foi de Nicée est l'élément le plus célèbre associé au concile. Si l'on en croit Athanase, il est initialement question de composer une confession de foi fondée uniquement sur l'Écriture et ce sont les débats qui se font jours qui contraignent à envisager l'introduction d'un vocable issu de la philosophie, le homoousios, pour plus de précision face aux interprétations ariennes du texte. Absent du vocabulaire scripturaire et déjà controversé avant Nicée, et même s'il ne représente qu'un seul mot dans le Credo original, c'est le sujet qui concentre l'essentiel des débats théologiques du concile.
Il semble que Constantin, soucieux d'obtenir la paix et n'ayant a priori pas l'intention d'exclure ou de condamner Arius dont il souhaite plutôt obtenir un ralliement, soit intervenu personnellement de manière décisive en proposant une synthèse qui combine le texte d'Eusèbe et des expressions antiariennes réclamées par le camp adverse, au premier rang desquels le fameux homoousios. Mais là encore, étant donné la nature fragmentaire des sources, tant son origine que les modalités de son intégration dans la profession de foi nicéenne restent largement entourées d'incertitudes et de controverses. Plusieurs hypothèses cohabitent à ce sujet, sans nécessairement s'exclure.
Si l'on suit Eusèbe de Césarée, l'empereur aurait approuvé sa propre profession de foi, mais aurait exigé l'ajout du terme homoousios tandis que d'autres évêques, sous prétexte de clarification, produisent des ajouts — « issu de la substance du Père » (ἐκ τῆς οὐσίας τοῦ πατρός) et « consubstantiel au Père » (τῷ πατρὶ ὁμοούσιον) — que l'évêque de Césarée n'aurait accepté qu'après un examen attentif, dans un souci d'apaisement.
Si l'on suit un fragment attribué à Eustathe d'Antioche, également présent au concile, pendant que l'assemblée recherche une formule de foi, un écrit attribué à un « Eusèbe » — sans qu'il soit précisée s'il s'agit de l'évêque de Césarée ou celui de Nicomédie — est lu à voix haute, mais rejeté et déchiré publiquement pour blasphème avant que les partisans de ce dernier — prétendument au nom de la paix, mais en réalité par crainte d'un exil — ne souscrivent à la version retenue par le concile qui a introduit le terme homoousios comme une réponse aux ariens.
D'autres versions encore insistent sur la méfiance de figures importantes comme Ossius et Eustathe qui — partisans d'une même hypostase du Père et du Fils — exigent l'insertion de formules plus claires telles que homoousios, clairement incompatibles avec l'enseignement d'Arius, qu'Eusèbe est contraint d'accepter tout en tentant de leur donner une interprétation compatible avec ses vues. En définitive, il est impossible de reconstituer de manière satisfaisante l'origine de la proposition d'introduire homooúsios, bien qu'Eustathe y ait probablement contribué d'une manière ou d'une autre, avec le soutien de Ossius. Quoi qu'il en soit, le terme homoousios semble avoir été reçu comme un compromis acceptable pour la majorité des évêques dans la mesure où son interprétation exacte n'a pas été imposée de manière univoque.

### Décisions canoniques et disciplinaires

#### Le symbole

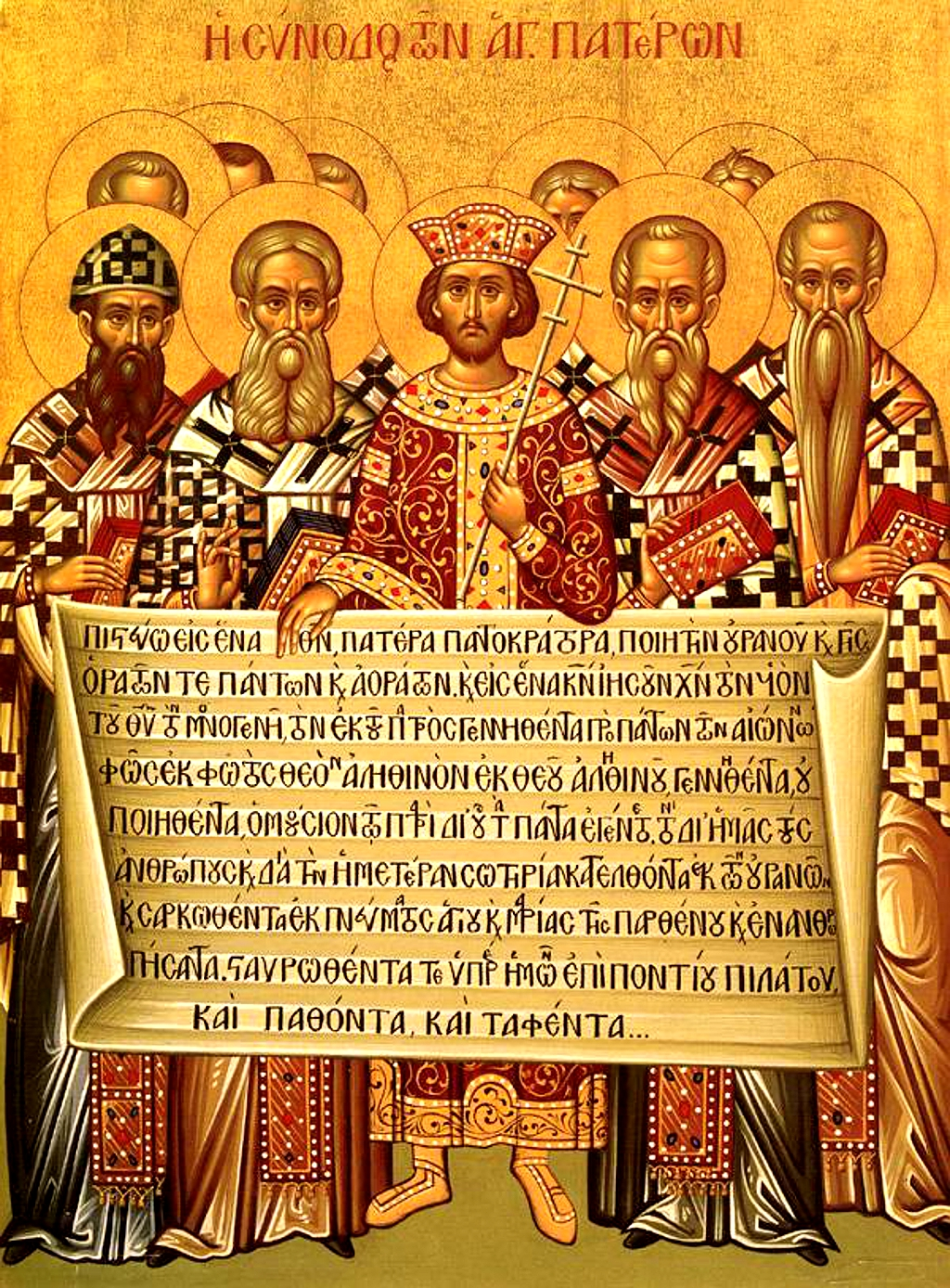
L'empereur Constantin (au centre) avec les évêques du concile de Nicée tenant anachroniquement le texte du « Symbole_de_Nicée-Constantinople » dans sa forme liturgique grecque fondée sur le texte adopté au premier concile de Constantinople (381 apr. J.-C.).

Le symbole de Nicée ou Credo, est donc surtout célèbre pour avoir affirmé de manière inédite — et peut-être contre l'intention première de ses auteurs — que Jésus-Christ, en tant que Fils de Dieu, est homoousios, c'est-à-dire « consubstantiel », au Père. Le texte finalisé, assez court, est soumis à la signature des évêques, ce qui crée un précédent d'importance : depuis lors, les confessions de foi synodales sont considérées non seulement comme des documents théologiques mais également comme des documents juridiques qui entendent encadrer l'orthodoxie dont le respect peut dès lors légalement être imposé par les empereurs.
D'après Sozomène, dix-sept des partisans d'Arius se rangent à la majorité et seuls deux évêques de Libye — Secundus de Ptolémaïs et Théonas de Marmarique — refusent d'y souscrire, qui sont aussitôt exilés, suivant en cela le destin d'Arius qui, bien qu'il ne soit pas condamné nommément par les textes conciliaires, est écarté en Illyrie après sa condamnation au concile. La mention de cette condamnation est d'ailleurs et étonnamment l'une des rares allusions directe au prêtre Alexandrin dans les sources traitant du concile. Par ailleurs Eusèbe de Nicomédie et Théognis de Nicée signent sous contrainte mais contestent plus tard les anathèmes prononcés contre les positions christologiques d'Arius et de ses partisans qui sont condamnées en ces termes : 

« Quant à ceux qui disent [du Fils] : « Il fut un temps où il n'était pas » et « Avant de naître, il n'était pas » et « Il a été fait à partir du néant », ou « D'une autre substance ou essence », affirmant qu'il est un Dieu sujet au changement et à l'altération, ceux-là, l'Église catholique les tient pour excommuniés. »

Il convient de ne pas surestimer la portée doctrinale immédiate de cette décision : le concile de Nicée ne propose pas encore à proprement parler une doctrine trinitaire achevée. Au contraire, les évêques signataires ont pu comprendre homoousios de différentes manières : pour les antiariens, identité personnelle du Fils avec le Père — permettant l'exclusion de l'arianisme — quand pour d'autres il s'agit d'une identité plus large de la Trinité ; mais il semble également que d'autres encore, plus confus, ne signent le Credo que pour ne pas déplaire à l'empereur. Ainsi, à l'issue des débats, chacun peut projeter sa propre théologie du Credo et, en l'absence de théologie proprement « nicéenne », les différends théologiques vont occasionner une véritable prolifération de conciles et professions de foi durant plus d'un demi-siècle.
Il n'est pourtant pas anodin que le credo dit « de Nicée » ai finit par s'imposer comme le modèle œcuménique de l'orthodoxie chrétienne puisque qu'il constitue — avec la Bible — l'un des textes les plus influents du christianisme. Cependant, et contrairement à une idée largement répandue, ce credo « de Nicée » intégré dans l'ordinaire de la messe catholique n'est pas le texte original de 325 mais celui de sa révision de 381, rédigée à l'occasion deuxième concile œcuménique de Constantinople, parfois appelée pour cette raison, plus particulièrement dans la recherche, « symbole de Nicée-Constantinople ».

#### Les vingt canons
Présentés sous une forme ramassée qui caractérise les procès-verbaux de ce type de réunion, vingt canons disciplinaires sont adoptés pour réglementer la vie de l'Église. Ces canons semblent refléter une volonté de structurer l'Église et d'harmoniser la discipline ecclésiastique à l'échelle impériale mais l'historiographie est divisée sur l'influence du modèle impérial dans cette codification : là où certains chercheurs voient dans ces règles l'empreinte de Constantin et de son administration, d'autres estiment qu'il s'agit avant tout de décisions internes à l'Église.
Quoi qu'il en soit, on peut rassembler les canons en cinq groupes thématiques : les canons disciplinaires et concernant la hiérarchie du clergé (1,2,3,9,10,17,18) ; les canons concernant l'organisation de la direction et de l'administration de l'Église (4,5,6,7,15,16) ; ceux concernant la réglementation de la pénitence publique (11,12,13,14) ; ceux concernant la réconciliation de groupes hétérodoxes ou apostats (8, 19) et enfin une prescription liturgique (20).

##### Discipline et hiérarchie
Ces canons visent à établir des règles concernant le recrutement membres du clergé ainsi qu'à garantir leur intégrité afin qu'ils forment une élite spirituelle qui se distingue du peuple des fidèles : ils interdisent l'ordination de personnes qui ne jouissent pas d'une intégrité physique ou morale parfaite, tels les castrats volontaires (canon 1), les chrétiens récemment baptisés (canon 2) ou ceux ayant renié leur foi lors des persécutions (canon 10). Ils exigent en outre qu'une enquête minutieuse soit menée sur la moralité des candidats au sacerdoce, qui doivent être irréprochables (canon 9). D'autres canons encore règlent les comportements des clercs : interdiction de vivre avec des femmes (canon 3), condamnation de l'usure (canon 17) et limitation du rôle des diacres dans la liturgie afin d'affirmer leur subordination aux prêtres et aux évêques (canon 18).

##### Direction et administration
Le sujet principal de ces canons s'attache à mettre en place une organisation ecclésiale calquée sur la division administrative des provinces en diocèses opérée par Dioclétien puis Constantin : l'évêque métropolitain (μετροπολίτης), à la tête d'une province ecclésiastique ou « éparchie » (ἐπαρχία) qui devient une institution supérieure à l'autorité juridique individuelle des évêques locaux.
Le quatrième canon fixe les règles de désignation et d'ordination des évêques, précisant qu'ils doivent être désignés par l'ensemble des évêques d'une province ecclésiastique ou, en cas d'impossibilité, par au moins trois évêques, les absents devant manifester leur accord par écrit. Le canon 5 empêche un évêque d'accueillir un individu excommunié par un autre évêque mais établit le synodes provinciaux comme une juridiction d'appel pour les clercs excommuniés.
Le canon 6 établit la primauté de certains sièges métropolitains comme ceux d'Alexandrie, de Césarée ou de Rome, insiste sur l'autorité des évêques métropolitains et confirme en particulier la suprématie d'Alexandrie sur l'Égypte, la province et la Pentapole de Libye, au nom d'une « coutume ancienne » comparée à celle de Rome, ce qui est parfois interprété comme une concession à Alexandre d'Alexandrie pour asseoir son autorité après la condamnation d'Arius. Le canon 7 accorde une préséance d'honneur au siège épiscopal de Jérusalem — alors appelée Ælia— mais en maintenant la primauté de Césarée en tant que métropole de la province, au bénéfice d'Eusèbe et au détriment de Macaire.
Le canon 15 interdit la translation des évêques d'un siège à un autre, probablement en réponse aux cas de promotion opportuniste comme celles d'Eusèbe à Nicomédie et d'Eustathe à Antioche. On peut également y voir une influence de la structure administrative romaine qui cherche à fixer les dignitaires dans leurs postes pour éviter les rivalités locales.
Enfin, les canons 15 et 16 traitent des diocèses ecclésiastiques locaux (παροικία / paroikia ou « paroisse »). Ils interdisent notamment aux évêques, prêtres, diacres, ainsi qu'à toutes les personnes inscrites dans le registre ecclésiastique (le κανών / canon), de quitter leur diocèse de leur propre initiative pour s'établir dans un autre diocèse sous peine d'être excommuniés, entendant ainsi remédier à une pratique fréquente, motivée par les ambitions personnelles ou des conflits internes.

##### Apostats
Une série de canons traitent du sort des lapsi ou apostats, ces chrétiens ayant renié leur foi durant les persécutions, particulièrement dans les régions administrées par Licinius.
Le canon 11 permet leur réintégration moyennant une pénitence très stricte de douze ans, divisée en étapes successives : trois ans parmi les « auditeurs », sept ans parmi les « prosternés » — suivant les traditions orientales qui comprennent alors différents groupes de pénitents : pleurants, auditeurs, prosternés et assistants — et enfin deux ans à participer aux prières mais sans offrir ou recevoir l'eucharistie.
Le canon 12 prévoit des pénitences spécifiques sont prises à l'égard des soldats ayant quitté l'armée à cause des mesures antichrétiennes avant de vouloir la réintégrer. Enfin, le canon 13 accorde le viatique aux mourants qui doivent toutefois accomplir entièrement leur période de pénitence s'il viennent à guérir.

##### Réconciliation et liturgie
Les canons 8 et 19 traitent des conditions de réadmission de membres issus de deux groupes séparés qui souhaitent réintégrer l'Église. Le huitième canon traite des « cathares » (καθαροί / catharoi) ou « purs » ainsi que se nomment les partisans de Novatien — un courant oriental rigoristes mais doctrinalement proches du courant catholique — qui peuvent rentrer en communion sans rebaptême mais moyennant le rite pénitentiel de l'imposition des mains et le renoncement à toute intolérance. Leurs clercs sont réintégrés en conservant leur grade après une réordination symbolique, pourvu qu'ils ne soient pas en concurrence avec un prélat catholique existant, au quel cas ils conservent leur dignité et peuvent devenir chorévêques.
À l'inverse, pour rentrer en communion, les paulianistes — une petite communauté se réclamant de l'évêque d'Antioche Paul de Samosate, considérée comme hérétique en raison de sa doctrine christologique — se voient imposer le rebaptême et leur clergé soumis à une reconsécration au terme d'une enquête minutieuse. Leurs diaconesses sont réintégrées uniquement comme laïques, ce qui semble témoigner d'un débat plus large sur le statut clérical des femmes dans le christianisme ancienne.
Enfin, le vingtième canon cherche à assurer l'uniformité des pratiques liturgiques dans l'ensemble des diocèses en interdisant de s'agenouiller durant les offices religieux du dimanche et du temps pascal, l'agenouillement étant associé à la pénitence pour les péchés et donc incompatible avec les cérémonies célébrant la résurrection du Christ.

### Autres arbitrages
Bien qu'elles semblent traduire la volonté d'uniformisation liturgique et disciplinaire voulue par Constantin, deux décisions importantes ne figurent pas dans les canons disciplinaires : les arbitrages concernant la date de Pâques et le schisme mélitien ne sont en effet connues que par des lettres diffusées à la conclusion du concile, soit par les évêques présents, soit par Constantin.

#### Pâques
La disparité de la célébration de la fête de Pâques reste un problème épineux depuis le IIe siècle et le premier canon du concile d'Arles de 314 stipulant que la Pâque du Seigneur doit être commémorée « dans le monde entier, en un même jour et à une même heure » semble être resté lettre morte, situation qui déplait particulièrement à l'empereur. Suivant le De Sollemnitate Paschali d'Eusèbe de Césarée, Constantin participe d'ailleurs en personne au débat animé des évêques à ce sujet.
L'ensemble des délégués du nord, du sud et de l'ouest défendent une date de célébration alignée sur les traditions romaine et alexandrine qui sont indépendante de la « pratique des Juifs » que défendent particulièrement les Églises de Syrie et de Mésopotamie, attachées à cette antique coutume et leurs adversaires désignent sous terme péjoratif de « quartodécimains ». Ces derniers cèdent et la décision à laquelle souscrivent l'ensemble des participants : on abandonne le calendrier lunaire et mentionne que « la très sainte fête de Pâques [soit] célébrée un seul et même jour », fixé le dimanche. Mais, là encore, après le concile, les désaccords perdurent malgré les appels répétés à l'unité.

#### Mélitiens
Le sort réservé par le concile à Mélèce et ses partisans est connu par la lettre synodale adressée aux Églises d'Égypte : les partisans de Mélèce sont réintégrés sous réserve de leur soumission à l'autorité d'Alexandre d'Alexandrie, et les membres du clergé mélitien conservent leurs fonctions, mais à un rang inférieur à celui des clercs de même niveau du clergé alexandrin fidèle à l'évêque. Les évêques mélitiens dûment élus peuvent toutefois succéder aux évêques catholiques lorsque les sièges contestés deviennent vacants. Mais encore une fois la réconciliation reste fragile et le conflit persiste après le concile.

### Clôture
Des lettres encycliques sont diffusées pour annoncer les décisions à chacune des Églises et Constantin rédige ses propres lettres afin de réaffirmer le soutien impérial aux décrets du concile. Après la clôture des travaux, l'empereur invite pour les récompenser l'ensemble des évêques aux festivités commémorant ses vingt ans de règnes, la vicennalia qui débute le 25 juillet. Si Eusèbe ne précise pas de changement de lieu, des chercheurs contemporains suggèrent que le célèbre banquet donné à cette occasion peut avoir pris place dans le palais impérial de Nicomédie, dont l'infrastructure semble plus appropriée à ce genre de réjouissances.
Dans son discours d'adieu aux évêques, Constantin insiste à nouveau sur la nécessité de l'harmonie et de la tolérance et gratifie chaque évêque de présents adaptés à leur rang. En outre, il fait parvenir des contributions financières à ceux qui n'ont pu se rendre au concile. C'est peut-être dans le cadre de ce banquet que Constantin raconte à Eusèbe sa vision de la croix qu'il aurait eue en 312 peu avant la bataille du pont Milvius, ou encore qu'il prononce la célèbre déclaration où il s'« épiscopalise » : « vous êtes évêques de ceux qui sont dans l'Église, mais moi, je suis peut-être un évêque institué par Dieu pour ceux qui sont au-dehors » (en grec : ἐπίσκοπος τῶν ἐκτὀς / episkopos ton ektos).
Quoi qu'il en soit, le concile de Nicée reste selon Eusèbe un événement inoubliable pour ses participants et quand l'évêque de Césarée décrit la munificence du banquet final, il évoque « une image du royaume du Christ, un rêve et non la vision de la réalité », un sentiment que doivent avoir partagé l'ensemble des participants.

## Réception

### Réactions immédiates
Le concile de Nicée semble avoir engendré plus de confusion que de solutions : si presque tous les évêques signent le Credo, c'est souvent par pragmatisme ou sous la menace d'exil, d'où un certain décalage entre la radicalité doctrinale du texte et la médiocrité de sa réception. Mais, somme toute, aucun des camps n'est vraiment victorieux et l'absence d'un récit officiel détaillé des délibérations peut ainsi s'expliquer par une déception généralisée. Pourtant, l'exil d'Arius et de ses partisans a été régulièrement présenté comme une victoire définitive des « nicéens ». Mais l'échec relatif du camp pro-nicéen à faire condamner explicitement les « arianisants », ainsi que la gêne de ces derniers à l'endroit du symbole final, nourrissent un malaise durable.

#### Positions impériales

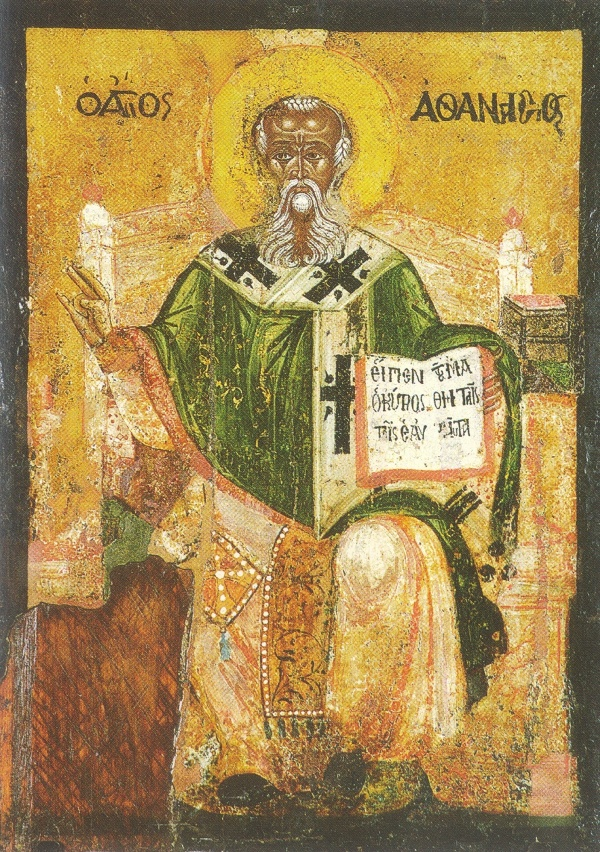
Athanase d'Alexandrie, icône du XVIIe siècle, musée archéologique de Varna, Bulgarie.

La suite des évènements montre que l'arbitrage nicéen ne règle pas le conflit. Au contraire, dans les années qui suivent le concile, les débats sur les aspects doctrinaux ou touchant à la politique religieuse génèrent une situation si complexe qu'elle reste extrêmement difficile à décrire. Par exemple, peu après le concile, Constantin semble faire volte-face et cherche lui-même à réhabiliter certains exclus : la relégation d'Arius est ainsi levée vers la fin 327 par l'empereur qui invite le presbytre Alexandrin à la cour. alors que ce dernier a présenté une prudente profession de foi, mais sans l'homoousios.
Or non seulement le souverain lui accorde  son pardon mais il exige en plus sa réintégration dans le clergé alexandrin, ce que refuse le jeune Athanase d'Alexandrie, qui a succédé à Alexandre en 328.  Tout ceci ne manque pas de raviver le conflit ecclésiastique dans tout l'Orient concernant le statut d'Arius, dans une lutte qui se prolonge bien au-delà de la mort de ce dernier en 336.

#### Luttes épiscopales
Pour les opposants à Arius, qui considèrent que sa condamnation et sa relégation actaient l'hétérodoxie de ses positions, le vent a donc tourné. L'exil de Eusèbe de Nicomédie est levé la même année et il n'est pas anodin que ce soit ce partisan d'Arius qui, devenu proche de la famille impériale, baptise dix ans plus tard Constantin sur son lit de mort. Eustathe d'Antioche, virulent opposant au parti qu'il qualifie d' « ariomaniaques », est déposé au cours d'un synode réuni vers la fin 327 dans sa propre ville par Eusèbe de Césarée, tandis que Marcel d'Ancyre, qui s'oppose aux positions de l'évêque de Nicomédie rentré en grâce, se trouve exilé vers la même époque et remplacé par Basile, l'un des plus éminents théologiens de l'époque.
Quant à Athanase, après une première condamnation en 335 pour des raisons disciplinaires au concile de Tyr, il est condamné pour malversations et à son tour exilé par l'empereur l'année suivante. Devenu suspect aux yeux de nombreux évêques orientaux — il le restera durant toute sa carrière —, il mène une lutte ecclésiale et politique opiniâtre en faveur du texte de Nicée contre ses divers adversaires, qu'il rassemble sous le vocable d'« ariens » , définissant les contours de ce qu'il qualifie d'« arianisme » à l'occasion d'un nouvel exil entre 339 et 346.  
D'autres décisions du concile demeurent fragiles. L'observance de la date Pâques fait l'objet d'un important synode régional à Antioche vers 329 qui, face à la disparité persistante des pratiques, doit rappeler la décision de Nicée à ce sujet. En outre, le canon 15 qui interdit le transfert des évêques et des clercs d'une Église à l'autre est loin d'être respecté dans les décennies qui suivent : parmi d'autres exemples, Eusèbe de Nicomédie devient évêque de Constantinople en 330, Eudoxe est successivement évêque de Germanicie, puis d'Antioche puis de Constantinople vers la fin des années 350 et son remplaçant à Antioche, Mélèce, quitte son siège de Sébastée...

### L'«entre-deux conciles»

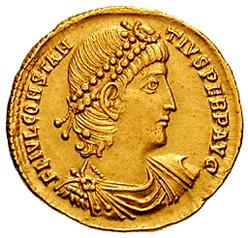
Solidus de Constance II, frappé à Antioche.

Considérant cette diversité, l'image traditionnelle de blocs qui s'affrontent, « orthodoxes » contre « ariens » ou « nicéens » contre « homéens », est largement remise en question par la recherche depuis le début du XXIe siècle. Les tentatives plus anciennes de classifier les évêques en factions bien définies (« ariens », « eusébiens », « origénistes », « conservateurs », etc.) laissent la place à des interprétations historiographiques plus nuancées.
Dans les débats du IVe siècle et contrairement à l'image ultérieure d'une « hérésie » arienne structurée, les alliances entre évêques apparaissent bien plus fluctuantes et circonstancielles qu'idéologiquement homogènes : Arius est ainsi moins à considérer comme le fondateur d'une secte « arienne » que comme « le catalyseur d'une controverse théologique plus large autour de la Méditerranée ».
L'orthodoxie nicéenne, au sens strict, reste ainsi largement contestée, débattue voire désavouée pendant plusieurs décennies d'autant que ni Constance II ni Constant Ier, fils et successeurs de Constantin, ne manifestent aucune révérence particulière pour Nicée, qu'ils cherchent tous deux à remplacer par de nouvelles professions de foi.
Une série de conciles et de synodes — pas moins de dix-huit au cours du IVe siècle — sont ainsi convoqués pour tenter de trouver une formule de rechange : entre autres réunions d'évêques, le concile « de la Dédicace » à Antioche (341) déclare Arius orthodoxe et recherche un équilibre entre les parties; celui de Sardique (343) tente d'amender le symbole nicéen ; en 357, un des conciles de Sirmium interdit pour la première fois explicitement les termes homoousios et homoiousios ; en mai 359, le concile de Rimini s'accorde sur une profession de foi nicéenne mais se voit contraint sous la pression de Constance II de souscrire à une version plus arienne, tandis que celui réuni en septembre à Séleucie préfère le compromis de la Dédicace à la formule nicéenne ; l'année suivante, le concile de Constantinople interdit à nouveau tout usage théologique des termes homoousios et homoiousios et Constance en vient même à interdire tout usage théologique du terme ousia : en effet, les débats de longue date sur la relation de la substance du Fils avec celle du Père n'ont pas été tranchés à Nicée — s'ils ont été abordés —, laissant la question ouverte.

### «Nicée-Constantinople»

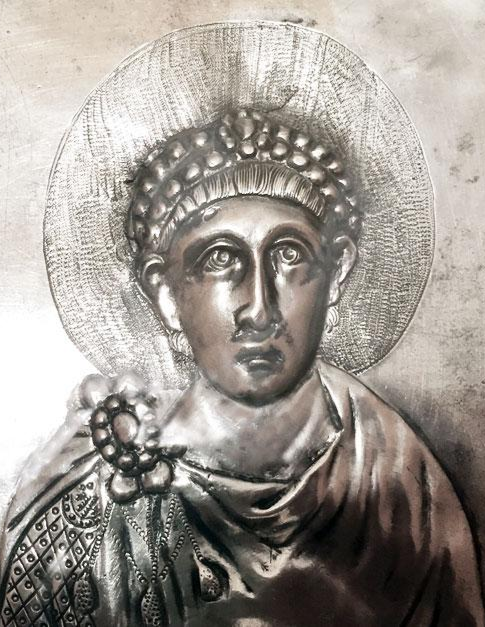
Détail du, IVe siècle, Académie royale d'histoire, Madrid.

En 380, l'édit de Thessalonique, promulgué par Théodose Ier pour résoudre la situation particulière de Constantinople, comporte en son préambule la première définition positive de ce qu'un empereur romain chrétien considère comme l'orthodoxie religieuse ; si elle ne contient aucune référence explicite à la formule de Nicée, cette brève formule de foi présentée dans l'édit affirme néanmoins clairement l'égale divinité des trois personnes divines, exposant sans détour la position doctrinale nicéenne de Théodose.
L'année suivante l'empereur convoque un concile qui, pour la première fois, se déroule à Constantinople, ne réunissant que des évêques orientaux, malgré son appellation postérieure de « concile œcuménique ». Aucun acte ou symbole de foi n'est parvenu de cette réunion mais, si l'on en croit les actes du concile convoqué par l'empereur Marcien en 451 à Chalcédoine, c'est ce concile de Constantinople qui réaffirme la profession de foi de Nicée et l'amplifie en y ajoutant des précisions doctrinales . On ne peut toutefois pas être assuré que le symbole mentionné à Chalcédoine soit réellement celui issu des débats de Constantinople, dans la mesure où il n’existe aucun témoignage clair de son existence dans les décennies qui séparent les deux réunions.
Néanmoins, concernant le symbole de Nicée, la recherche s'accorde sur le fait que le texte produit par Chalcédoine constitue vraisemblablement une version du texte original de 325 révisé lors de deux synodes régionaux, l'un réuni par l'évêque Damase à Rome en 377/378 et l'autre à Antioche en 379, avant de faire l'objet d’une révision supplémentaire au concile de Constantinople. C'est ce texte transmis par les actes de Chalcédoine qui est passé à la postérité sous l'appellation « symbole de Nicée-Constantinople », la version authentique de la confession de foi originelle de Nicée ayant donc largement disparu au cours de l’histoire.  

### Liturgies
Contrairement au Credo de Constantinople ou au Symbole des Apôtres, le texte original de Nicée ne fait donc pas florès ; il n'existe même aucune preuve qu'il ait jamais été utilisé tel quel dans un contexte liturgique. En effet, il apparait que de nombreuses Églises locales continuent à suivre leurs pratiques anciennes et utiliser leurs formules dans les cérémonies baptismales, tant que celles-ci peuvent être interprétés comme globalement conformes à la norme d'orthodoxie nicéenne. Il faut attendre 451 et le concile de Chalcédoine pour que texte de Constantinople — et non le texte original de Nicée — se substitue à ces credo locaux de manière progressive et en aucun cas universelle, puis le début du VIe siècle pour qu'il intègre la liturgie publique.  

## Postérités

### Séparations
Au cours du Ve siècle, si la validité de la foi nicéenne est presqu'universellement acceptée au sein du christianisme, les débats théologiques n'en continuent pas moins, portant désormais sur la manière de distinguer clairement les propriétés divine et humaine du Fils de Dieu incarné. Le sujet largement disputé fait l'objet d'importants conciles — Éphèse en 431, Chalcédoine en 451 et Constantinople en 553 puis en 680 — qui, à l’instar de Nicée, sont le théâtre de vives oppositions, voire l'objet de déchirements qui laissent des divisions durables au sein de la chrétienté : les communautés « assyriennes » de l'Église d'Orient rejettent ainsi les conclusions d'Éphèse et s'en tiennent depuis aux deux premiers conciles œcuméniques ; d'autres encore n’acceptent pas le premier concile de Chalcédoine, qui sont connues comme les Églises orthodoxes orientales. Ces divisions demeures au XXIe siècle bien que Nicée constitue un héritage commun.

### Réception orthodoxe

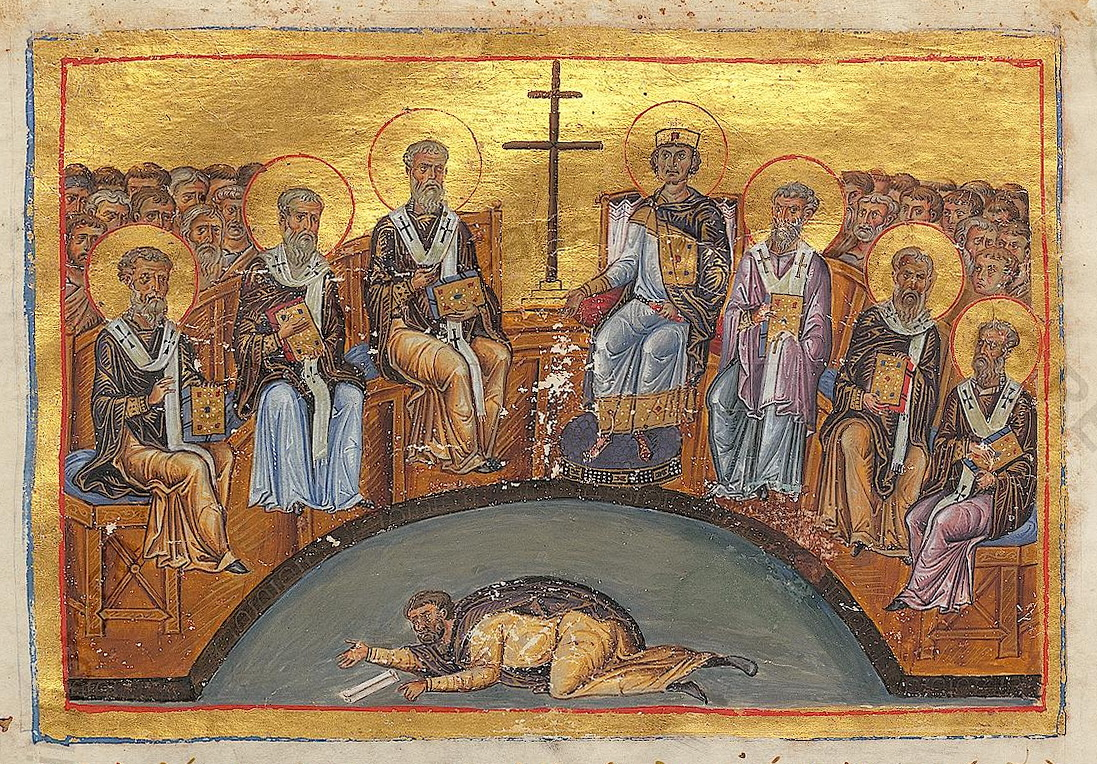
Second concile de Nicée, miniature extraite du Menologion de Basile II, c. Xe siècle.

Le concile de Nicée est profondément intégré dans la mémoire de l’Église orthodoxe et s'y manifeste notamment sous différents aspects, liturgiques, iconographiques et rituels.

#### Liturgie
Sur le plan liturgique, les formules de foi ne font donc pas partie intégrante de la liturgie avant le VIe siècle. Il semble qu'on doive l'introduction de la récitation du Credo de Constantinople dans le culte, au cours des années 510, au patriarche Timothée de Constantinople, un miaphysite cherchant, sans succès, à affaiblir la définition chalcédonienne de 451. Néanmoins, ses contemporains adoptent progressivement la récitation liturgique du Credo dans sa version constantinopolitaine, intégrée à la seconde partie de la liturgie, la Liturgie des Fidèles. 
Au-delà de la récitation liturgique du Credo, une première « Fête des conciles œcuméniques » est instaurée le 16 juillet 518 à Constantinople par le nouvel empereur orthodoxe Justin Ier. Celui-ci entend rétablir la validité du concile de Chalcédoine et introduire la mémoire liturgique des jalons de l’orthodoxie, ce qu'il fait avec un certain succès, puisque cette célébration devient un point fixe du calendrier de l’Église byzantine durant les siècles suivants.  
Depuis le XIe siècle, trois célébrations de Nicée l'inscrivent dans un calendrier liturgique stable. Le « Dimanche des Pères du Premier Concile Œcuménique » est une fête mobile établie au premier dimanche après l’Ascension ; intégrée au Pentecostarion, elle se caractérise par une hymnographie célébrant notamment les dimensions trinitaire, sotériologique et spirituelle du concile ainsi que le rôle des « 318 Pères » conciliaires dans la formulation du Credo ou encore la condamnation d’Arius. En outre, le concile de Nicée est fêté pour lui-même le 29 mai ; enfin, la tradition liturgique slavone célèbre une  « Fête des Six Premiers conciles œcuméniques » qui inclut celui de 325.  

#### Iconographie

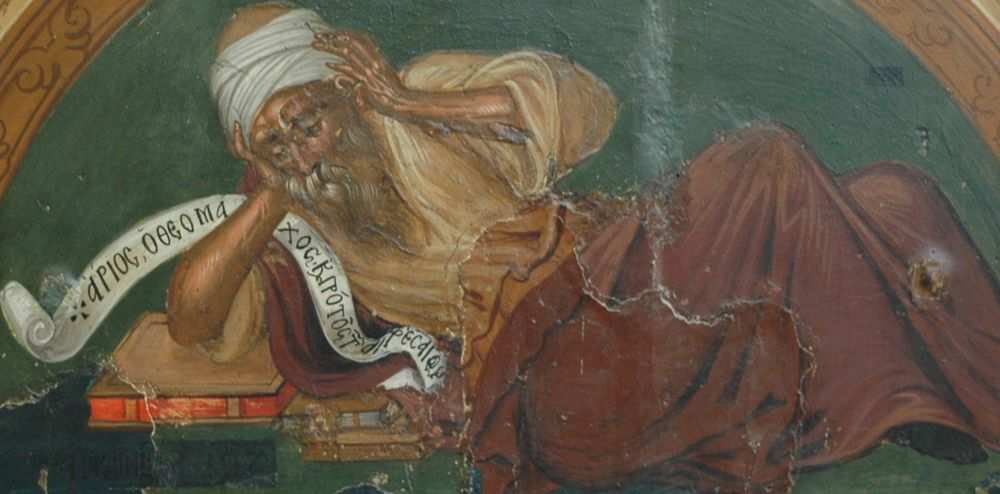
Arius vaincu, détail d'une icône de Michel Damaskinos, 1591.

Sur le plan iconographique, c'est tout d'abord la théologie des conciles qui devient le sujet de représentations après la fin de la période iconoclaste avant que se développent des illustrations de l’événement lui-même sous forme de miniatures ou, dans les narthex des églises, sous forme de mosaïques ou de fresques, sans qu’il soit certain qu’il s’agisse précisément précisément du concile de Nicée. 

La première représentation identifiable du premier concile de Nicée dans la tradition byzantine est une icône relativement tardive. Datée de 1591, elle est l’œuvre du peintre grec Michel Damaskinos qui présente les participants du concile assis en trois rangées en demi-cercle, autour d'un Livre des Évangiles trônant au centre. Constantin siège à droite du trône et une figure papale — peut-être Sylvestre de Rome — siège à gauche, tandis qu'Arius gît au premier plan devant les évêques assis, vaincu et accablé, tenant un rouleau déroulé où figure l’inscription « Arius, ennemi de Dieu et premier de ceux qui brûlent ».  

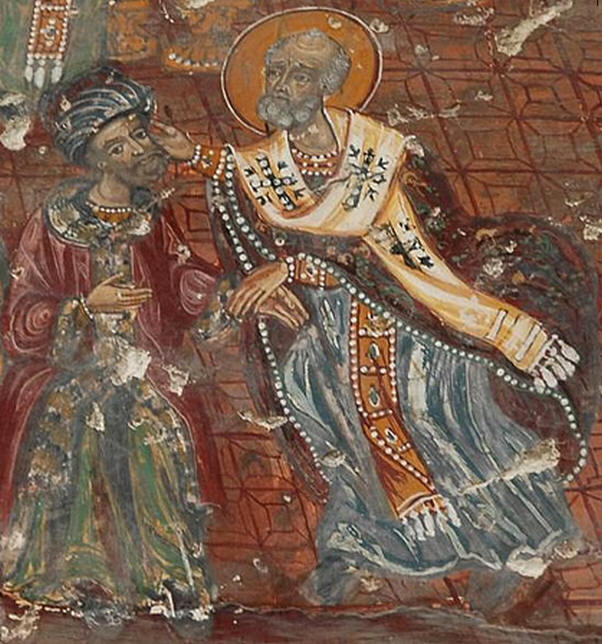
Saint Nicolas de Myrrhe giflant Arius, détail d'une fresque sur l'extérieur de l'église principale du monastère de Sumela, XIVe siècle.

Le schéma général de la composition de Damaskinos, assez typique dans la représentation des décisions conciliaires aussi bien à Byzance qu’en Occident, est souvent repris dans les siècles ultérieurs, avec parfois des variantes visant à renforcer symboliquement la portée doctrinale du concile,. 
Si ces images, de nature pédagogique et narrative, visent à faire participer le fidèle à l’histoire du salut, insistant notamment sur la présence de l’Esprit saint dans les décisions, la tradition iconographique concernant le premier concile œcuménique a néanmoins, par rapport à l’hymnographie, une portée relativement mineure sur la réception populaire de l’héritage nicéen.

#### Consécrations
Pour l'Église orthodoxe, l’une des fonctions principales de l’épiscopat est de préserver, enseigner et transmettre la foi nicéenne, à la lumière de l’héritage dogmatique et canonique des conciles. L’importance de cette adhésion à la foi nicéenne se traduit concrètement, depuis la fin de la période iconoclaste, dans le rite orthodoxe de la consécration épiscopale, au cours de laquelle le nouvel élu doit souscrire à trois confessions qu'il énonce : il doit réciter le Credo de Constantinople, résumer la doctrine christologique de l’Église orthodoxe et promettre fidélité aux dogmes et canons des sept conciles œcuméniques — dont les vingt canons de Nicée —, ainsi qu’aux conciles locaux approuvés par les conciles œcuméniques. 

## Textes

### Le symbole de Nicée

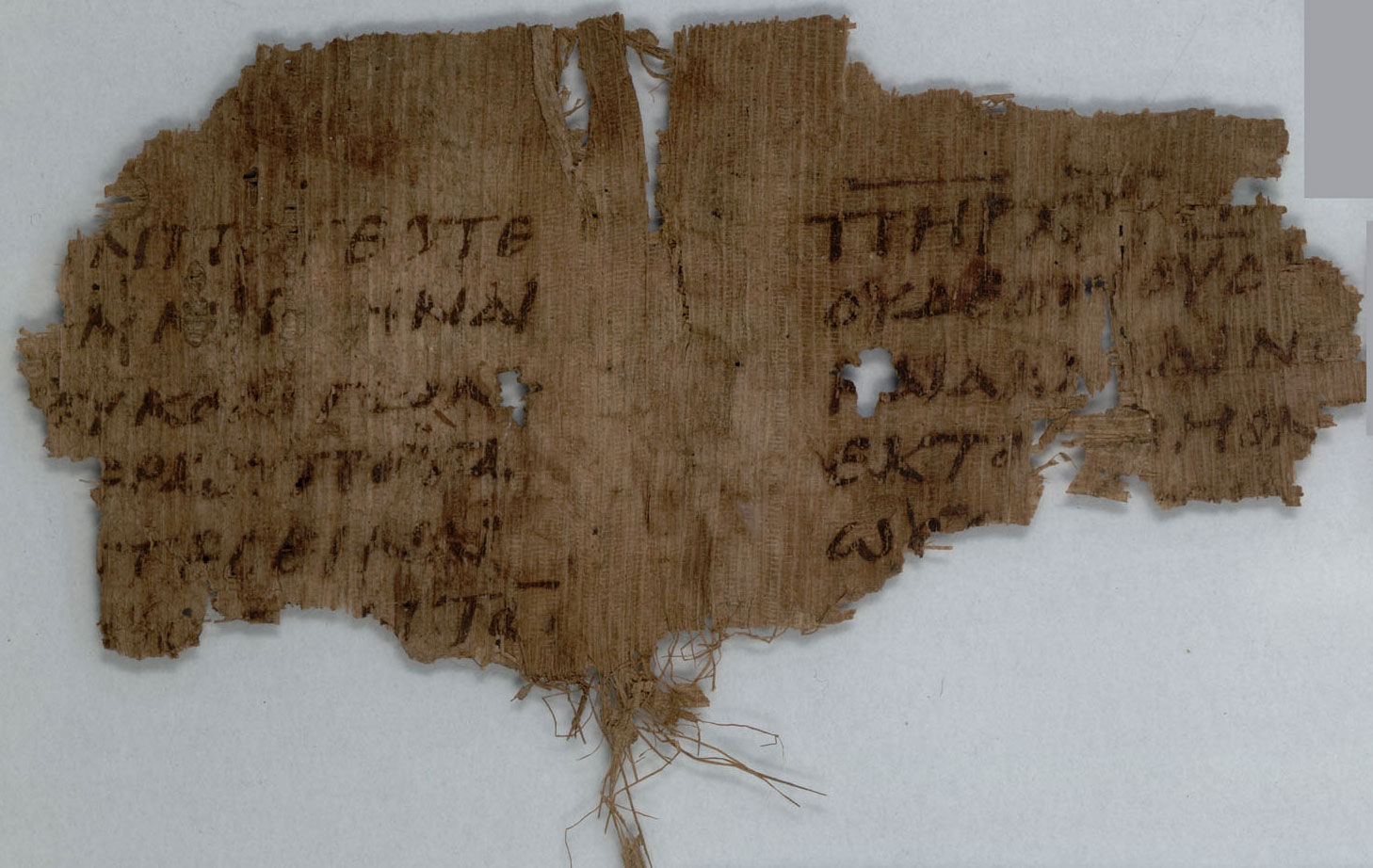
Extrait du Symbole de Nicée, Papyrus d'Oxyrhynque XVII 2067, Ve siècle, Sackler Library, Bibliothèque Bodléienne, Oxford.

Le texte du symbole se compose de quatre parties : les trois premières sections, de longueur inégale et introduites par « nous croyons en » ou simplement « et en », sont chacune consacrées à l'une des personnes de la Trinité et formulées de manière positive ; la quatrième section contient une série de condamnations — ou anathèmes — dirigées contre les doctrines clés des « ariens ».
| Texte grec | Traduction française |
| --- | --- |
| Πιστεύομεν εἰς ἕνα θεόν, πατέρα, παντοκράτορα, πάντων ὁρατῶν τε καὶ ἀοράτων ποιητήν, | Nous croyons en un seul Dieu, Père Tout-Puissant, créateur de tous les êtres visibles et invisibles ; |
| καὶ εἰς ἕνα κύριον Ἰησοῦν Χριστόν, τὸν υἱὸν τοῦ θεοῦ γεννηθέντα ἐκ τοῦ πατρός, μονογενῆ, τουτέστιν ἐκ τῆς οὐσίας τοῦ πατρός, θεὸν ἐκ θεοῦ, φῶς ἐκ φωτός, θεὸν ἀληθινὸν ἐκ θεοῦ ἀληθινοῦ, γεννηθέντα οὐ ποιηθέντα, ὁμοούσιον τῷ πατρί, δι᾿ οὗ τὰ πάντα ἐγένετο τά τε ἐν τῷ οὐρανῷ καὶ τὰ ἐν τῇ γῇ, τὸν δι᾿ ἡμᾶς τοὺς ἀνθρώπους καὶ διὰ τὴν ἡμετέραν σωτηρίαν κατελθόντα καὶ σαρκωθέντα, ἐνανθρωπήσαντα, παθόντα, καὶ ἀναστάντα τῇ τρίτῃ ἡμέρᾳ, ἀνελθόντα εἰς τοὺς οὐρανούς, ἐρχόμενον κρῖναι ζῶντας καὶ νεκρούς. | et en un seul Seigneur Jésus-Christ, Fils de Dieu, engendré du Père, unique engendré, c'est-à-dire de la substance du Père, Dieu de Dieu, lumière de lumière, vrai Dieu de vrai Dieu ; engendré, non fait, consubstantiel au Père, par qui tout a été fait, ce qui est dans le ciel et ce qui est sur la terre ; qui à cause de nous les hommes et à cause de notre salut est descendu, et s'est incarné, s'est fait homme, a souffert, et est ressuscité le troisième jour, est monté aux cieux, viendra juger les vivants et les morts ; |
| καὶ εἰς τὸ ἅγιον πνεῦμα. | et en le Saint-Esprit |
| Τοὺς δὲ λέγοντας.Ἦν ποτε, ὅτε οὐκ ἦν, καί. Πρὶν γεννηθῆναι οὐκ ἦν, καὶ ὅτι ἐξ οὐκ ὄντων ἐγένετο ἢ καὶ ἑτέρας ὑποστάσεως ἢ οὐσίας φάσκοντας εἶναι [ἢ κτιστὸν] ἢ τρεπτὸν ἢ ἀλλοιωτὸν τὸν υἱὸν τοῦ θεοῦ, τούτους ἀναθεματίζει ἡ καθολικὴ καὶ ἀποστολικὴ ἐκκλησία. | Ceux qui disent : « Il était un temps où il n'était pas » et « Avant d'avoir été engendré, il n'était pas » et qu'il est devenu à partir de ce qui n'était pas, ou d'une autre hypostase ou substance, ou qui disent que le Fils de Dieu est [créé ou] susceptible de changement ou d'altération, ceux-là l'Église catholique et apostolique les anathématise. |

### Lettre de Constantin aux Alexandrins
Cette lettre est envoyée au lendemain du concile par Constantin aux chrétiens d'Alexandrie, où la querelle pris naissance et où Arius compte encore de nombreux partisans, pour tenter de prévenir une réaction schismatique semblable au mouvement donatiste. Après une présentation idyllique de la situation (1-3), l'empereur parle des travaux du concile auxquels il s'associe (4-5) avant de conclure en exhortant ses interlocuteurs à rapidement souscrire aux résultats (6-9).